# Biserica de lemn din Voivodeni

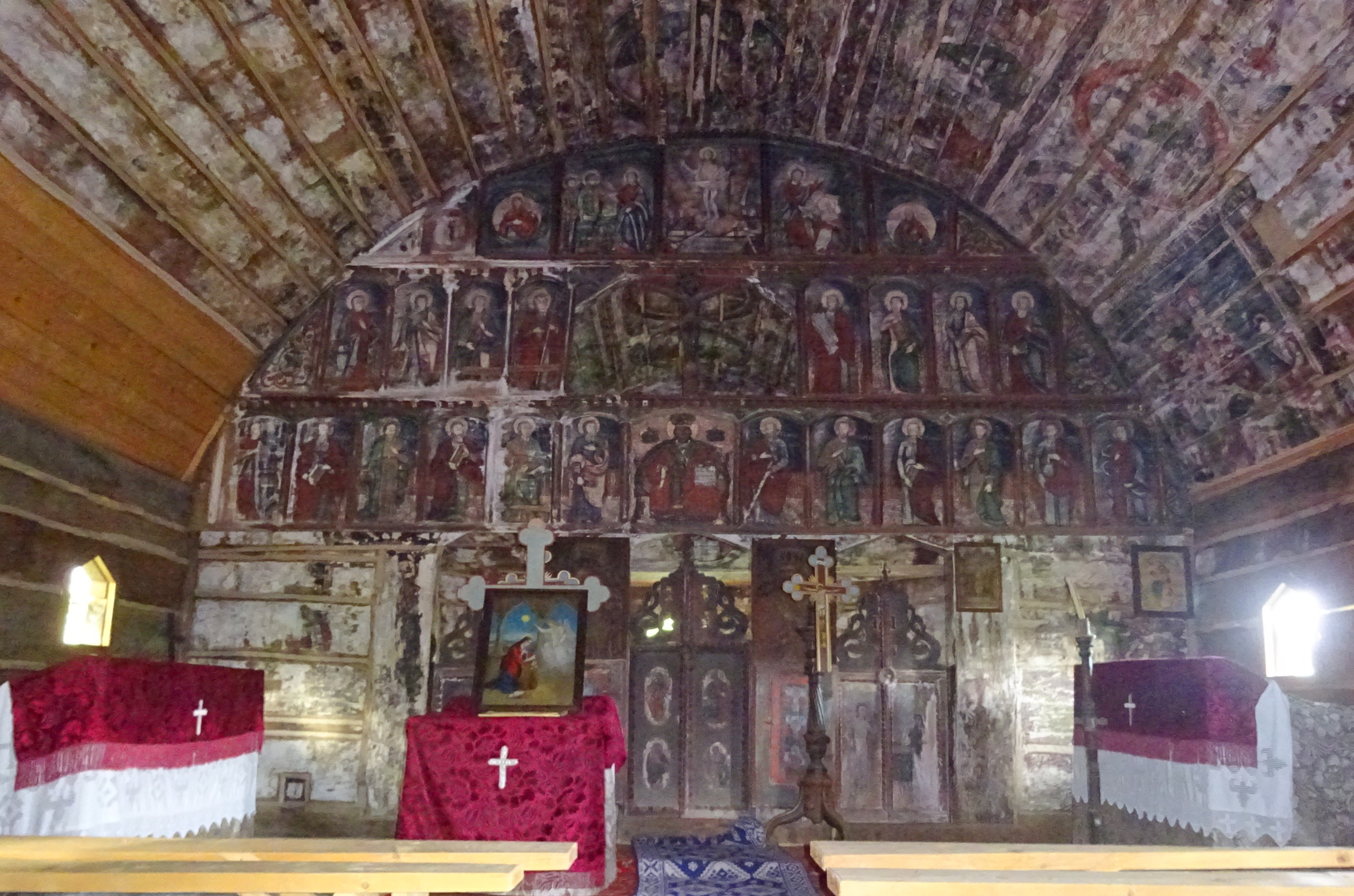
Iconostasul bisericii

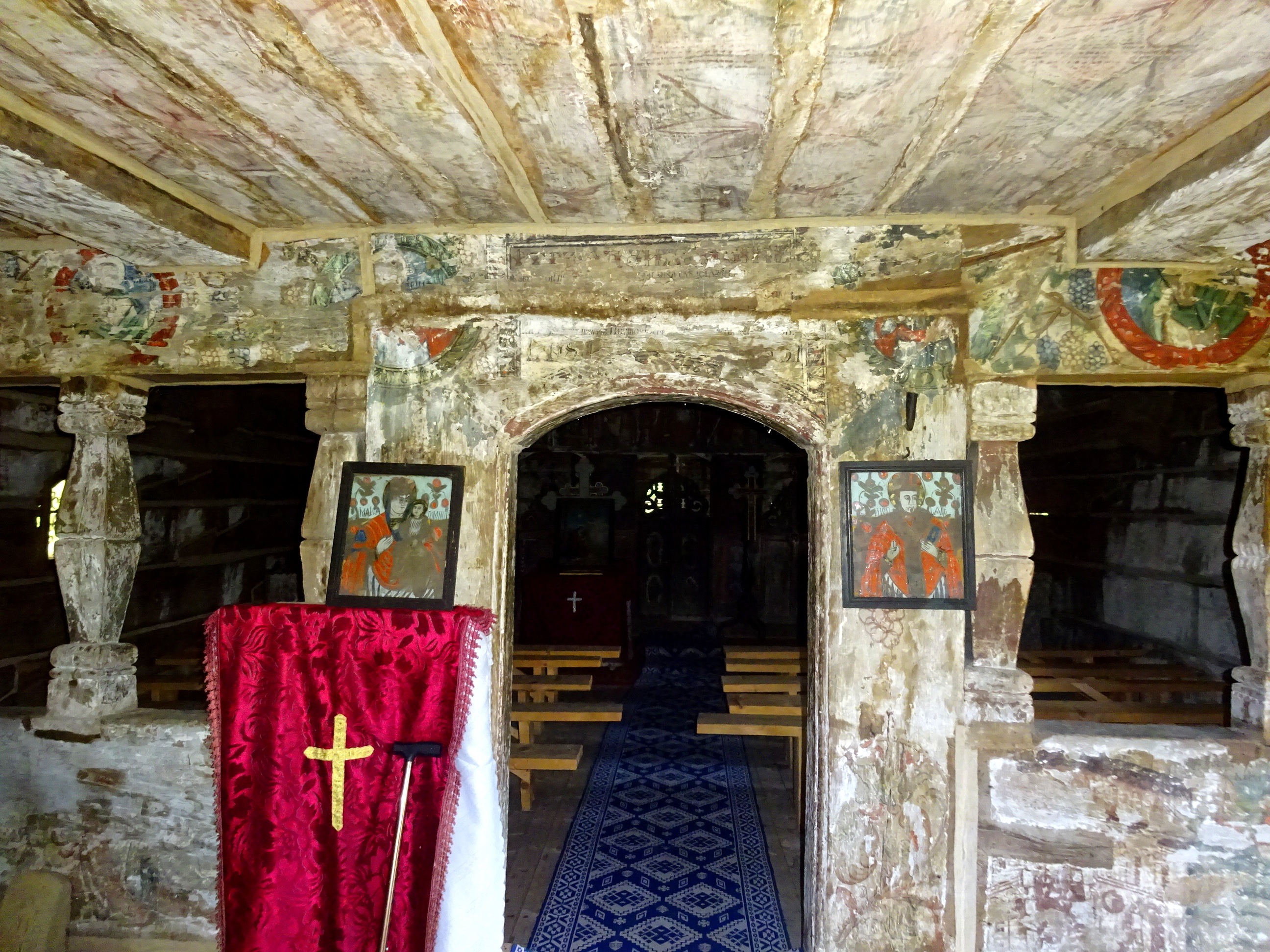
Portalul interior

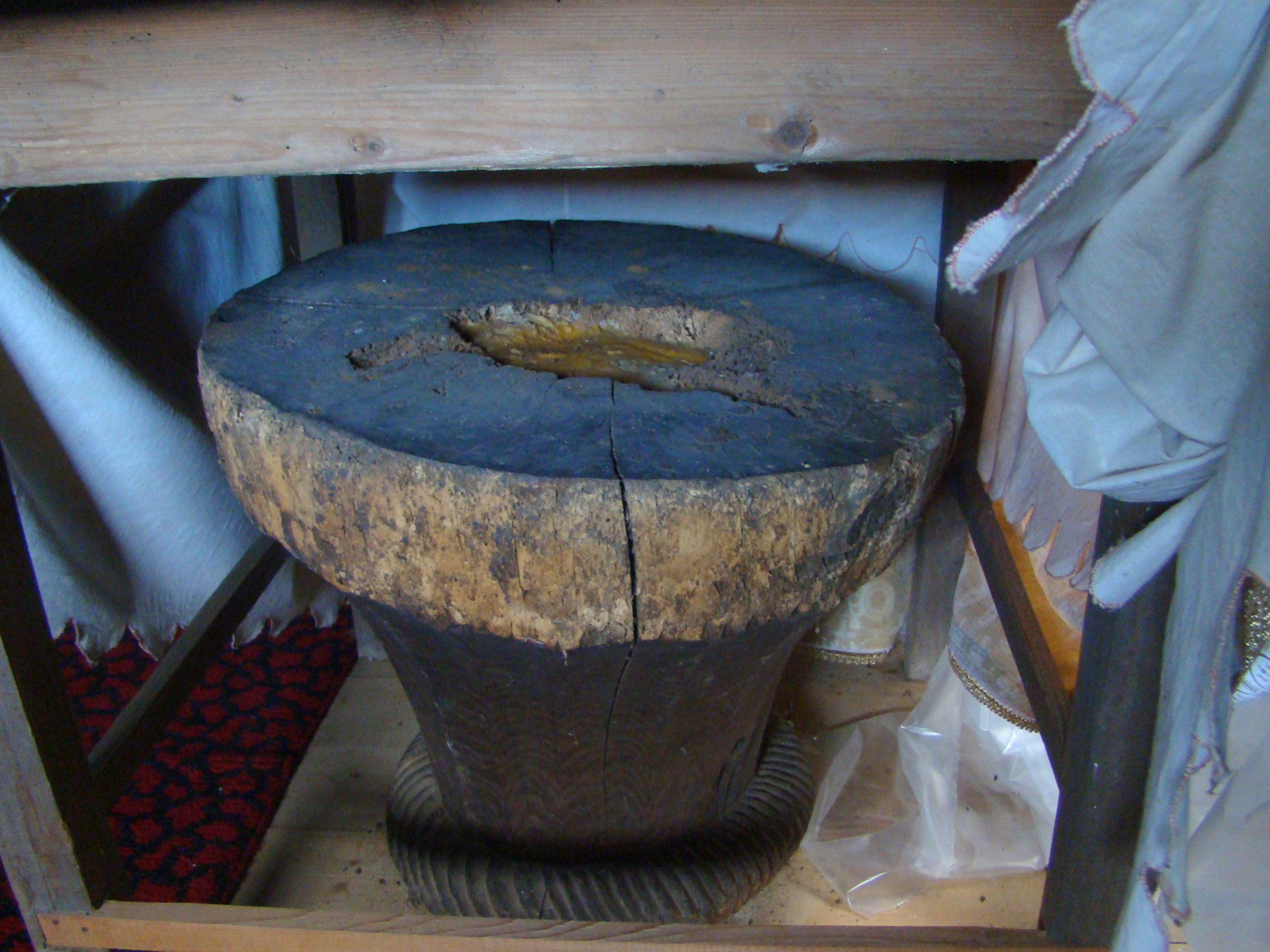
Piciorul Sfintei Mese

Biserica de lemn din Voivodeni se află în localitatea omonimă din județul Sălaj și a fost ridicată în 1822. Biserica este înregistrată pe noua listă a monumentelor istorice sub codul LMI:  SJ-II-m-A-05142.

## Istoric
Biserica de lemn „Sfinții Arhangheli Mihail și Gavriil", situată pe deal la Voivodeni, a fost ridicată din bârne îmbinate în "coadă de rândunică", sub un acoperiș în pante abrupte, pe coama căruia se reazemă foișorul în console, cu fleșa ce depășește înălțimea pereților. Lăcașul păstrează următoarea inscripție : "S-au orânduit a se zidi din pajiște în anul 1820. Și s-au zidit în cheltuiala satului fiind paroh locului Colciar Ștefan și fiul său părintele Gheorghe Colcear, si fiind curator bisericii Elci Ioan. Și s-au săvârșit această sfântă biserică de a se zidi 1822". Planul este dreptunghiular, cu absida decroșată, poligonală, cu cinci laturi. Spațiul de 13 / 7 m este amplificat prin prispa ce se desfășoară pe laturile de sud și de vest, cu un decor sculptat ce o situează printre cele mai reușite realizări de acest gen din secolul al XIX-lea. Sistemul de boltire este alcătuit din tavan drept peste pronaos, boltă semicilindrică peste naos, cu arc transversal pornit de pe console și în altar bolta semicilindrică retrasă de la pereți pe suprafețe plane și închisă spre est cu un timpan. Biserica a fost pictată în 1831 de preotul zugrav Iosif Perse, dar pictura s-a șters pe mari porțiuni, acoperișul fiind nereparat, mai ales dupa înălțarea în vale a unui lăcaș nou de zidărie (1958-1960).

## Imagini din exterior

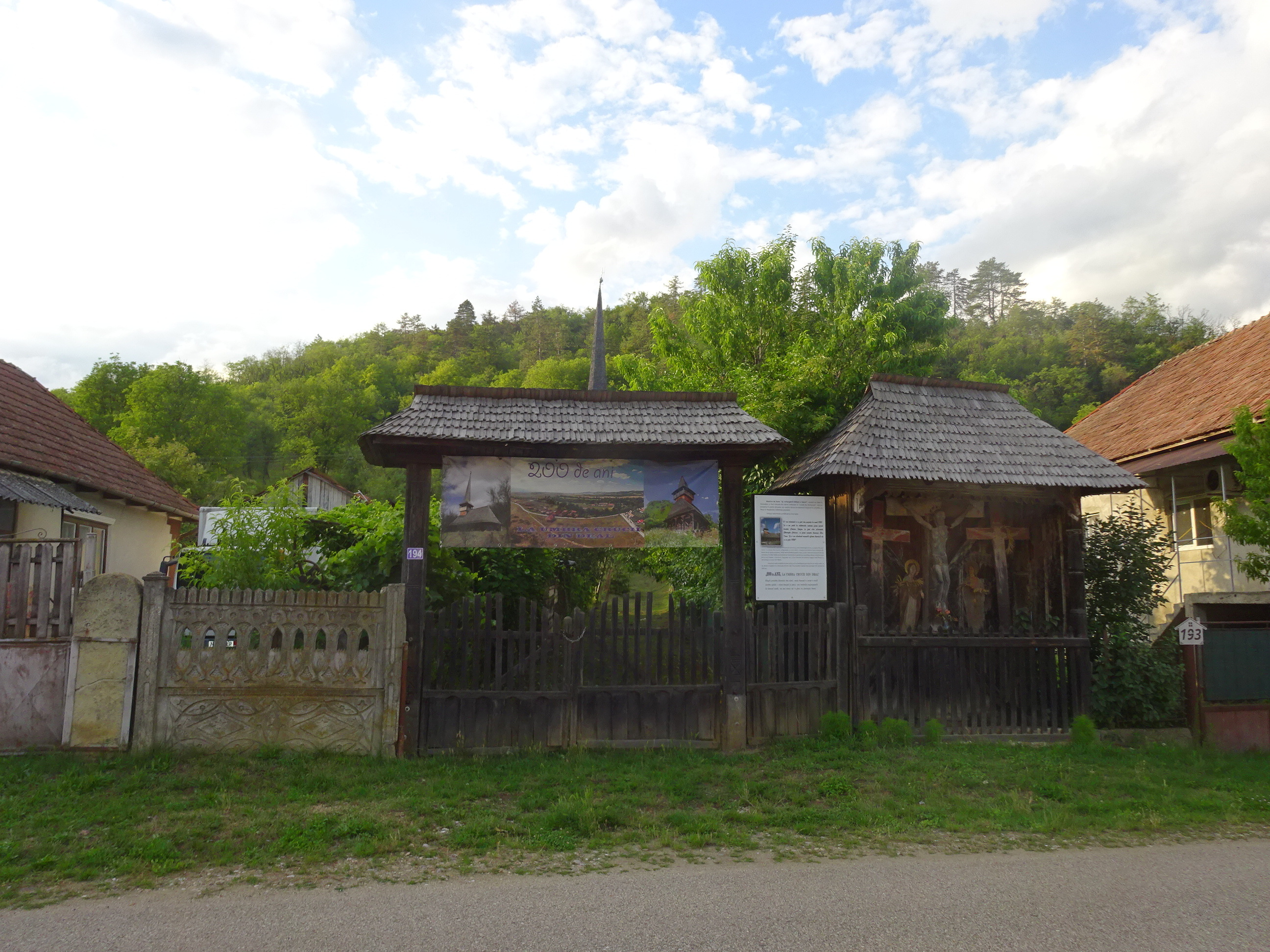
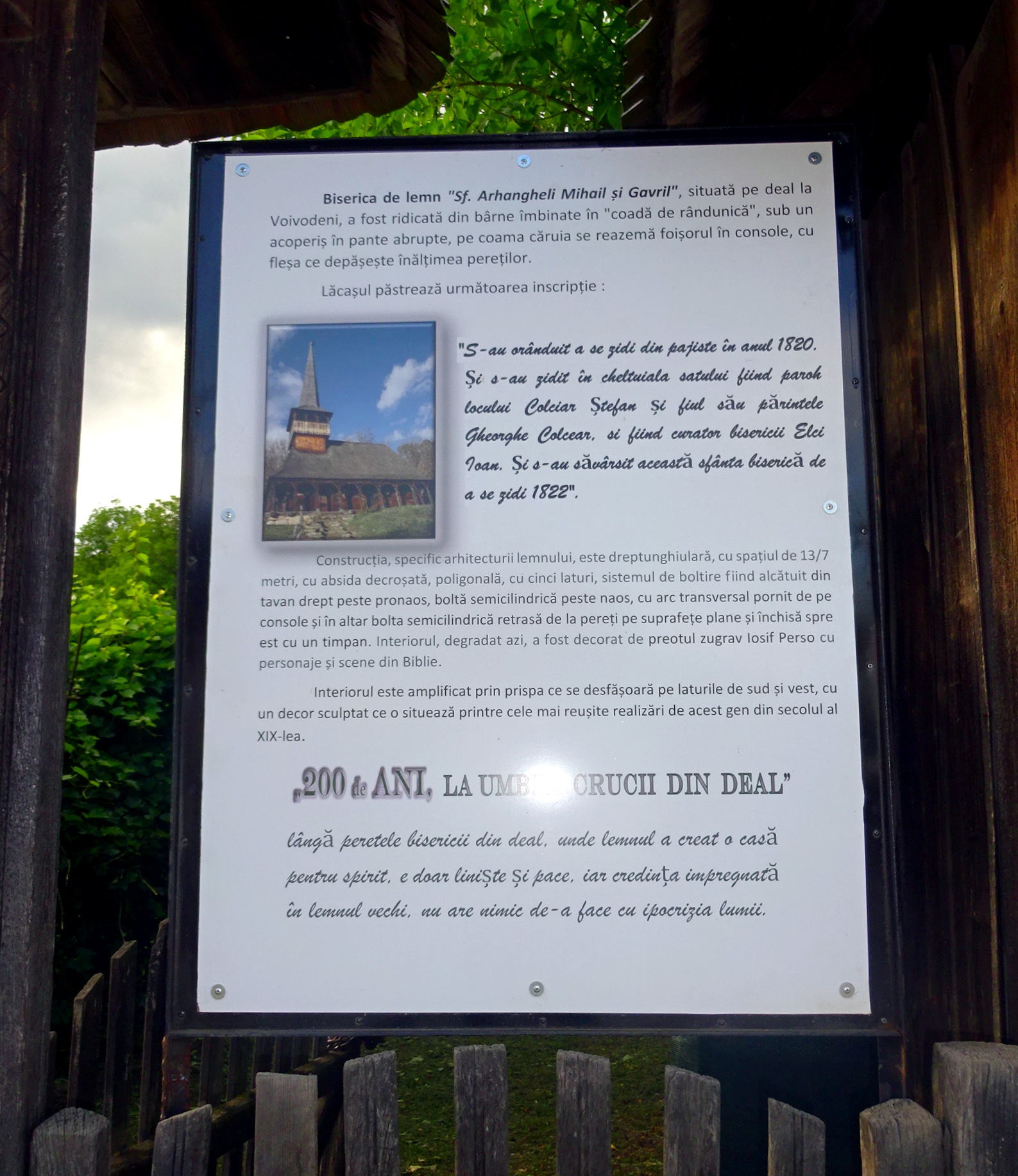
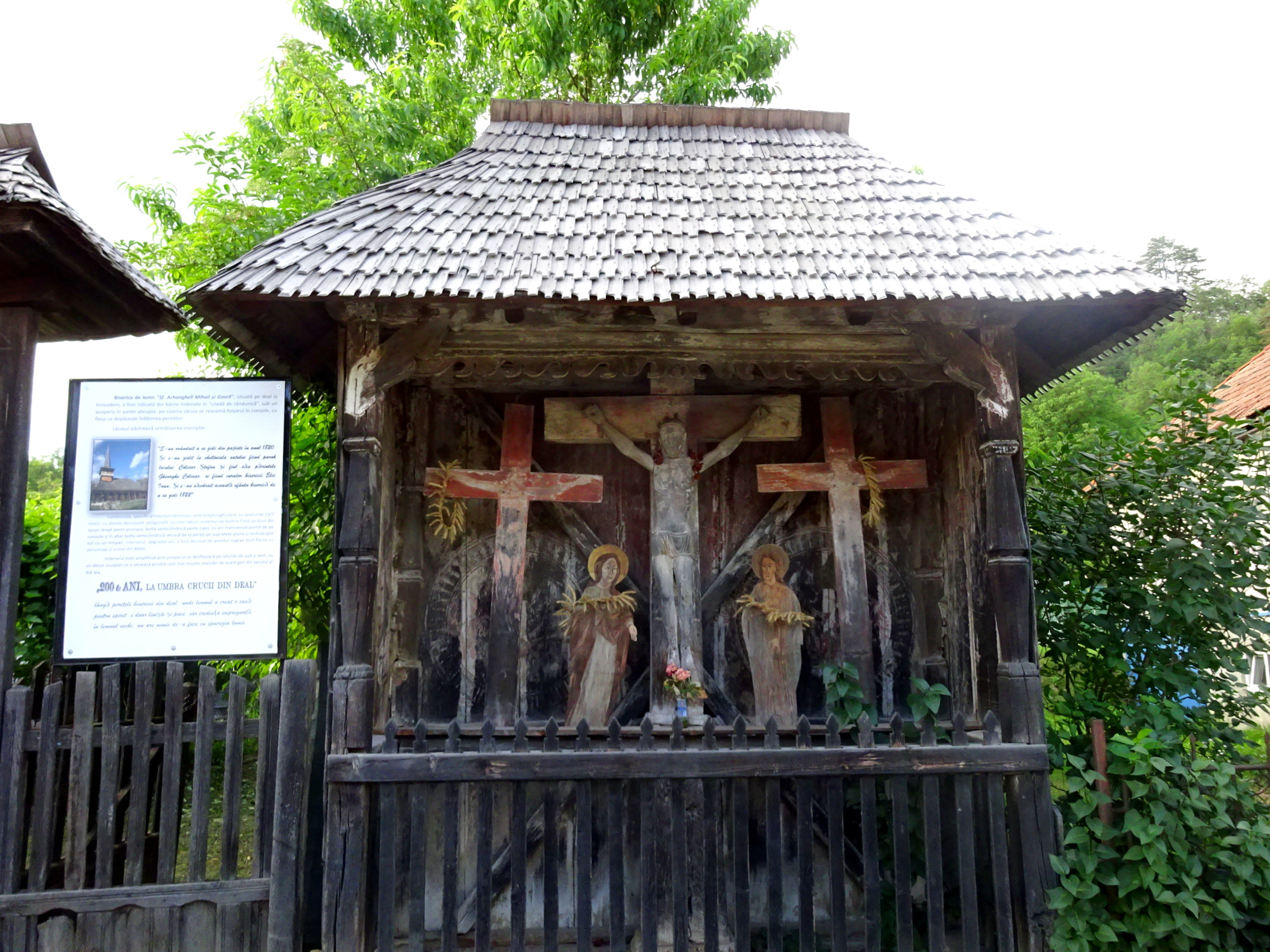
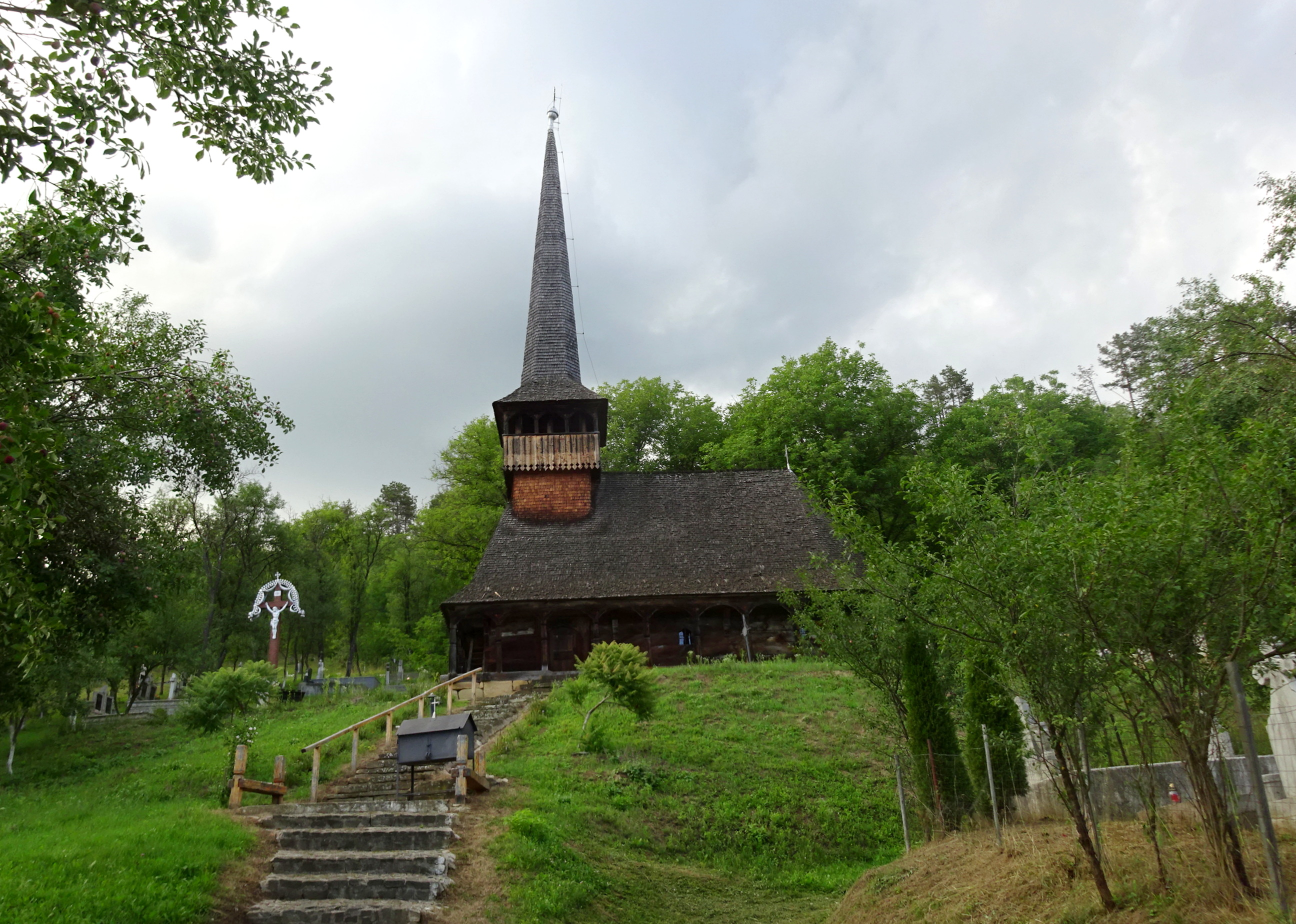
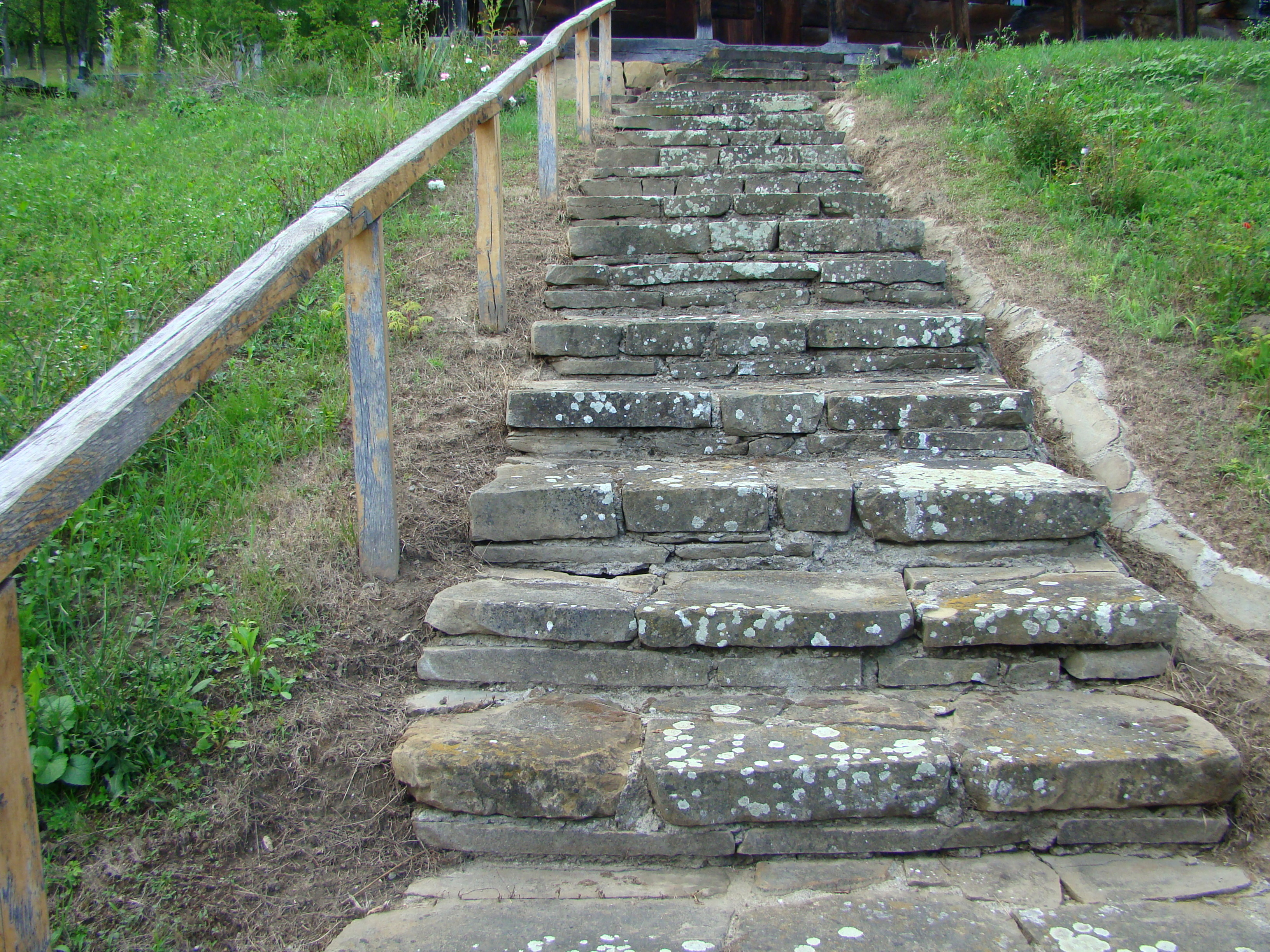
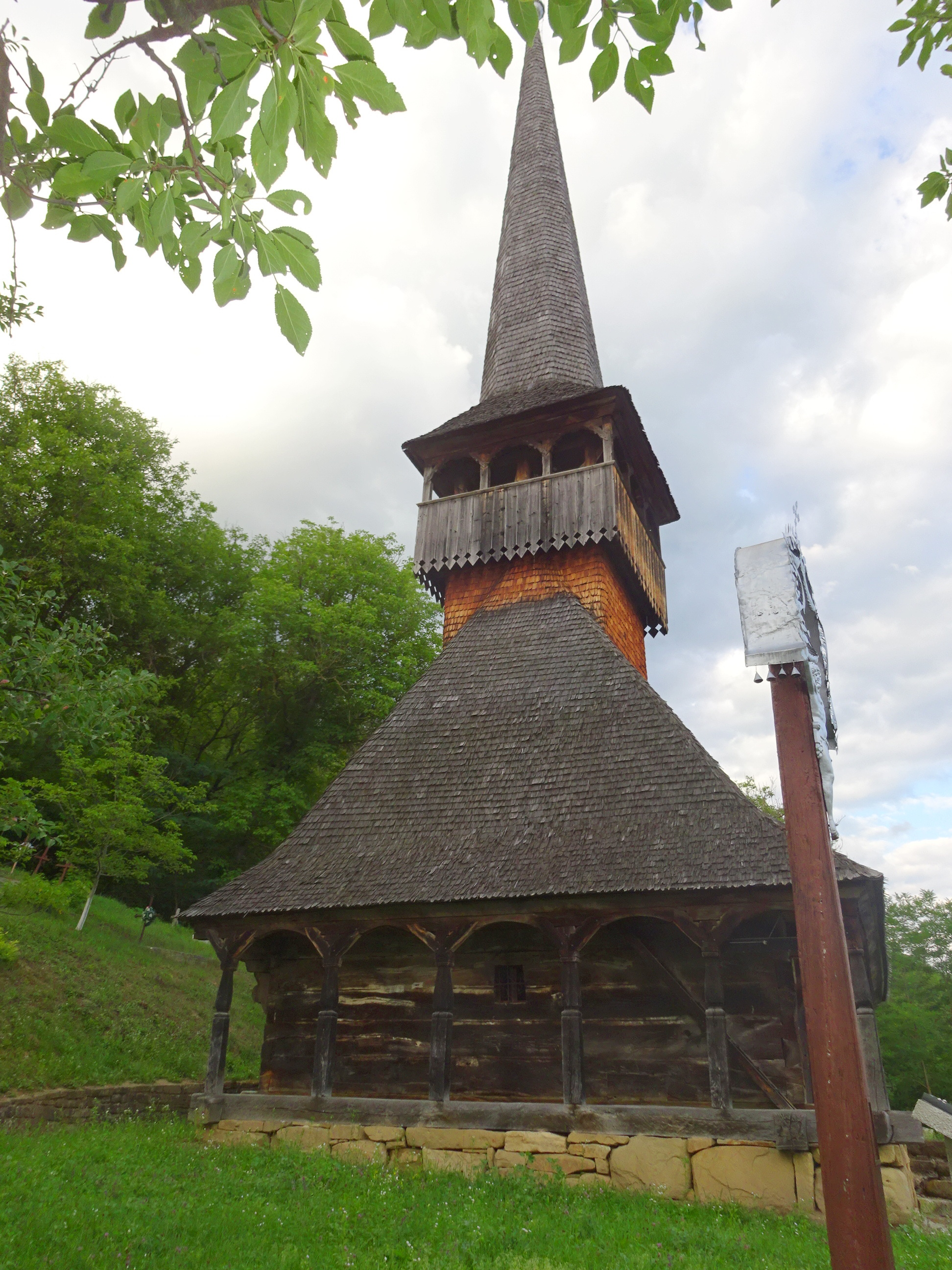
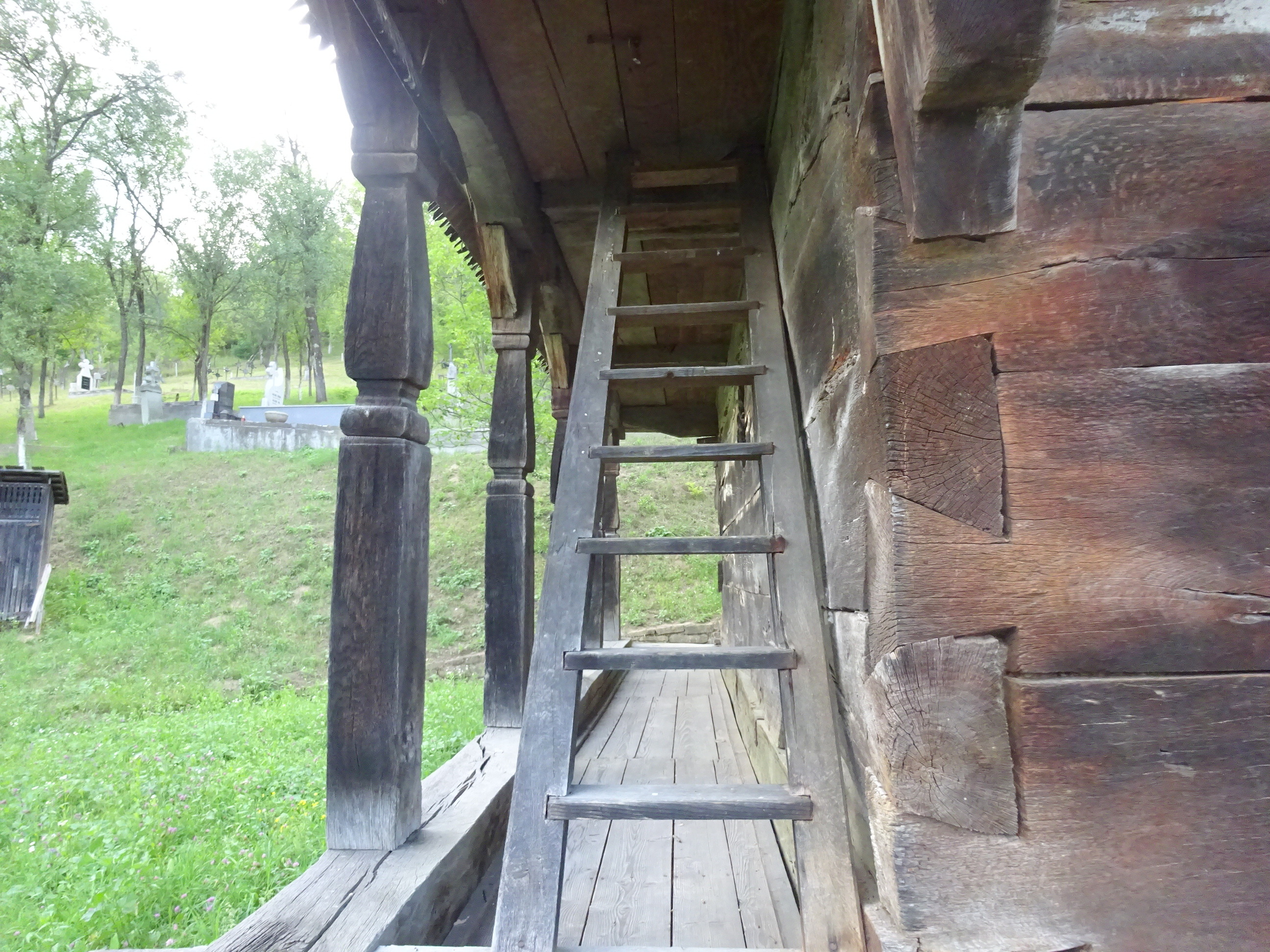
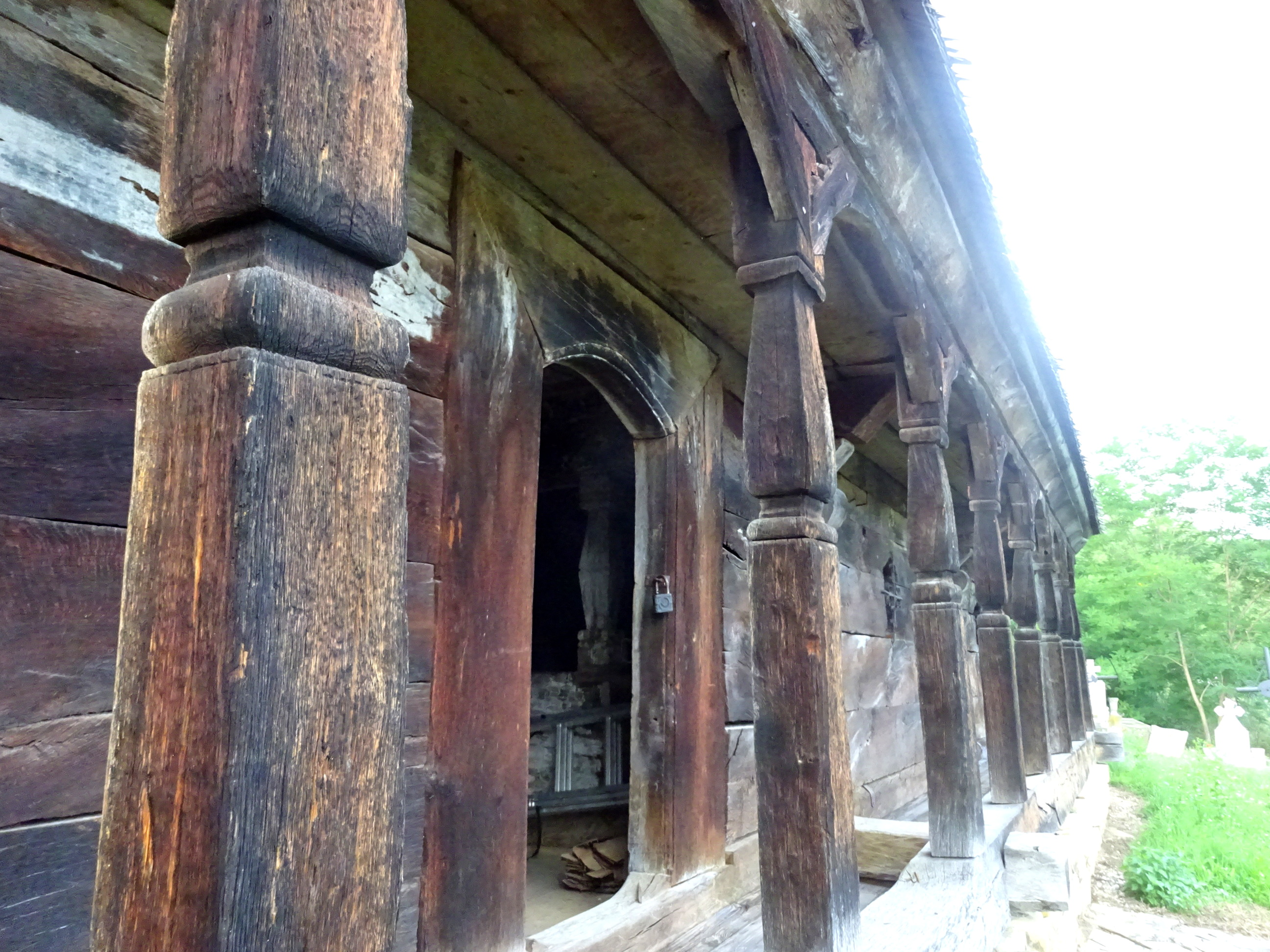
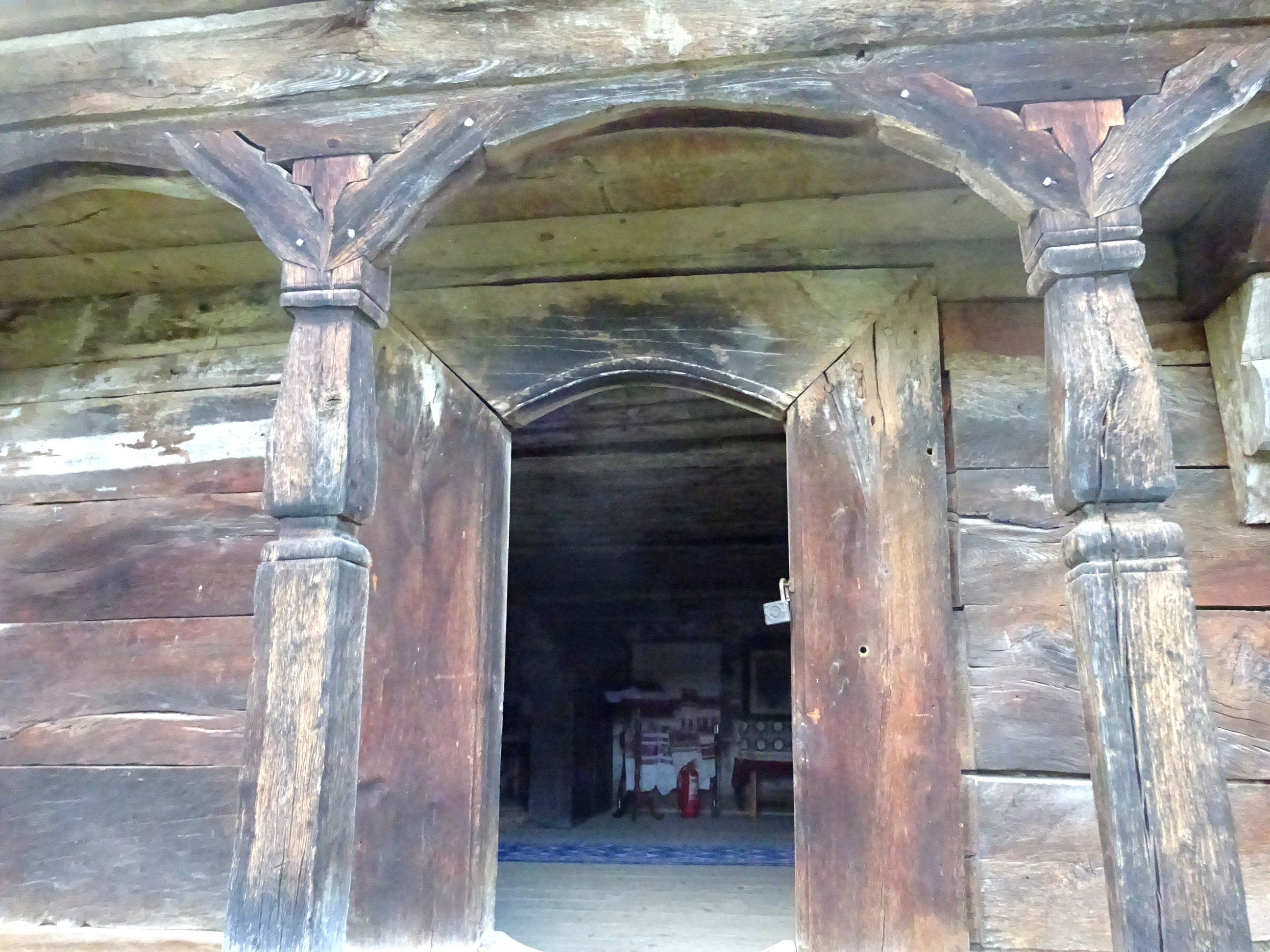
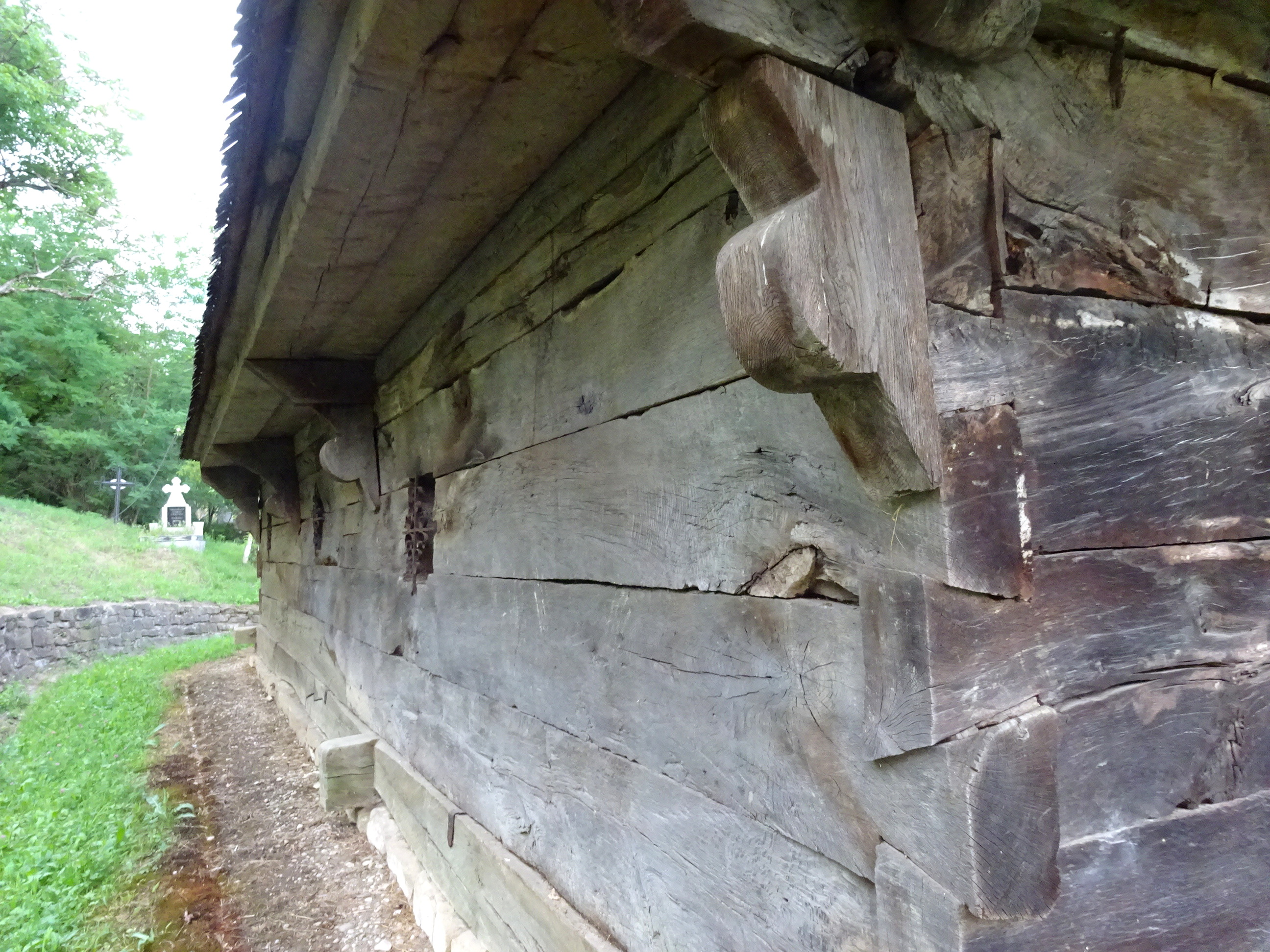
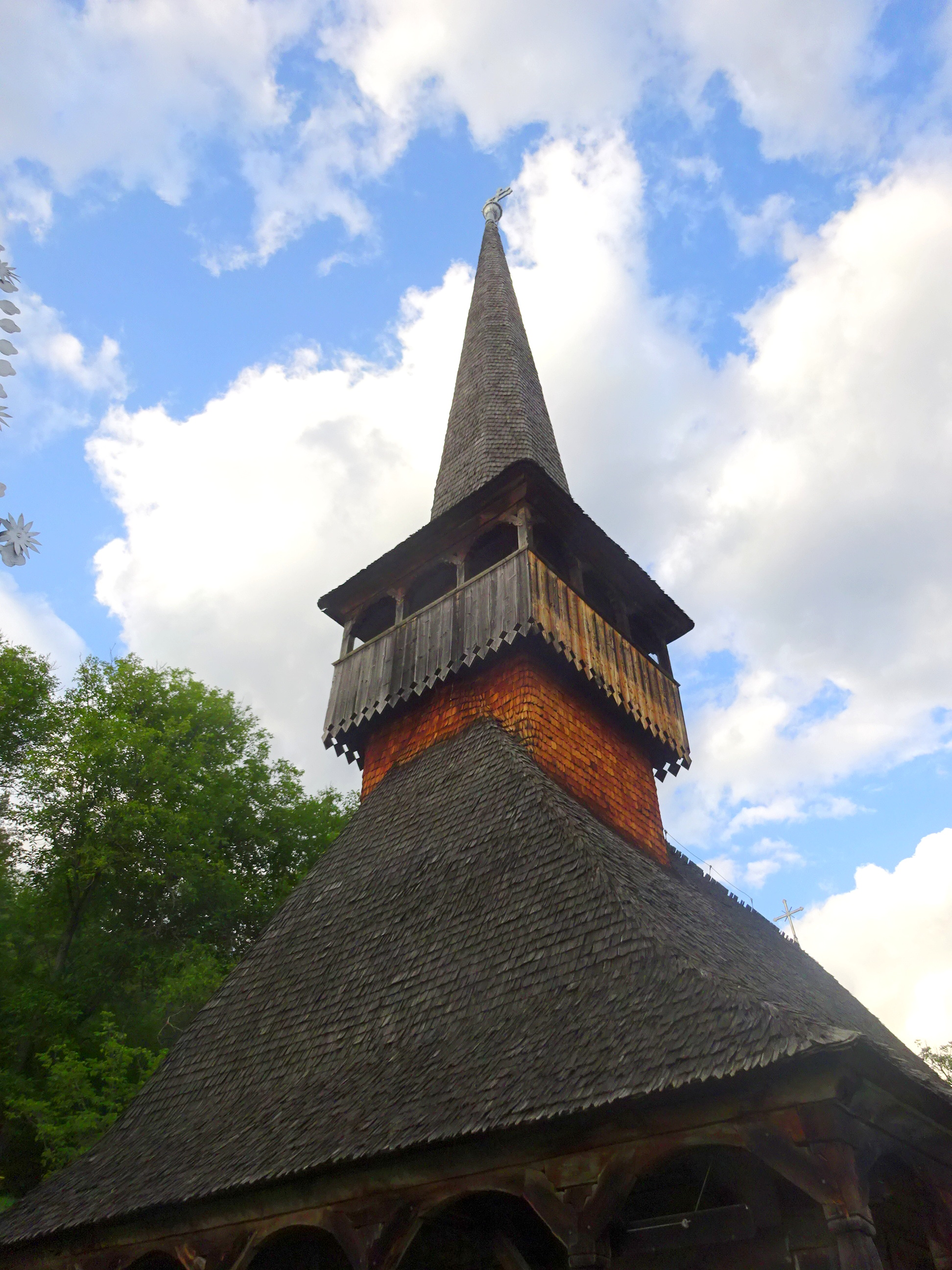
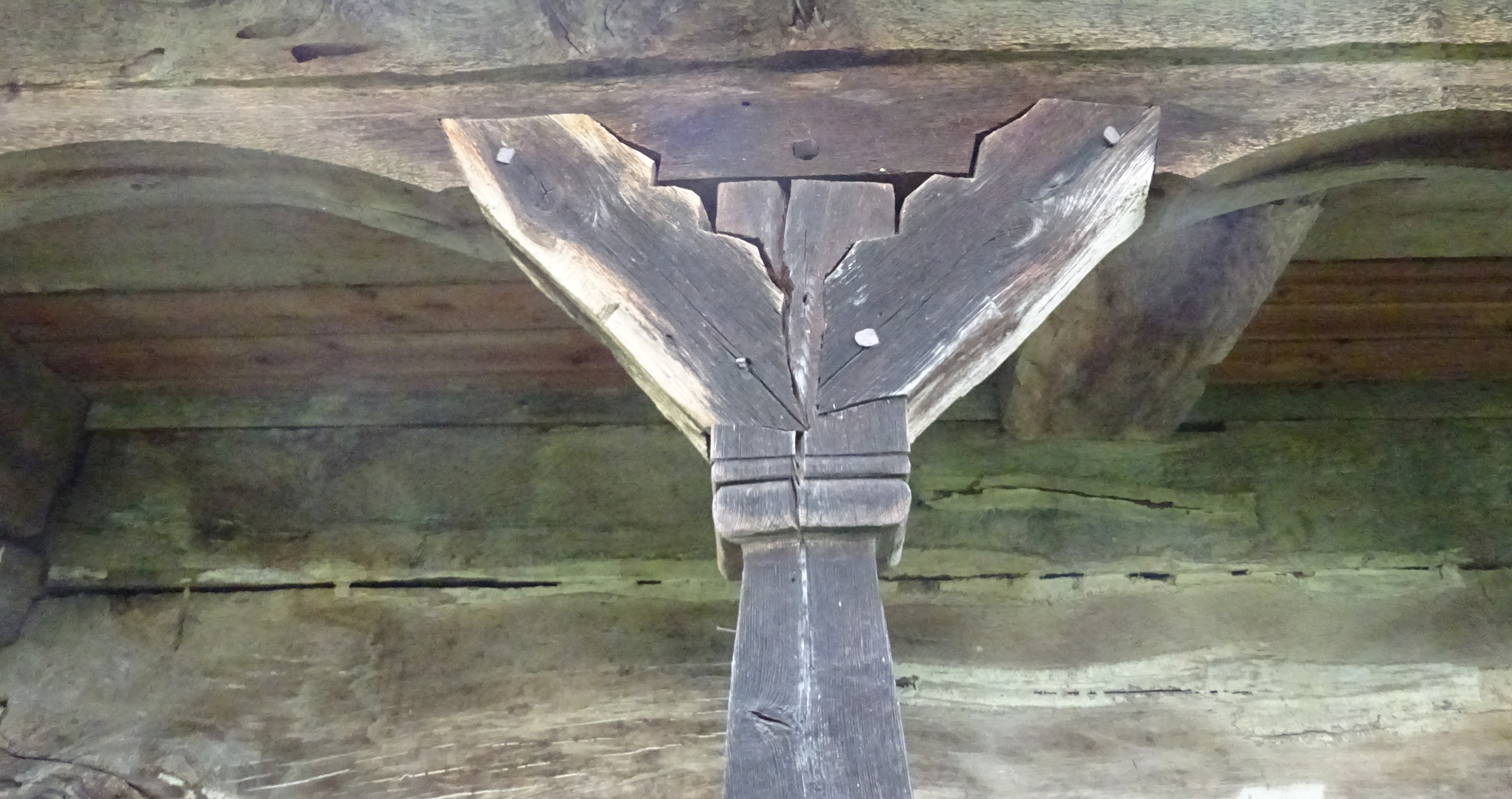
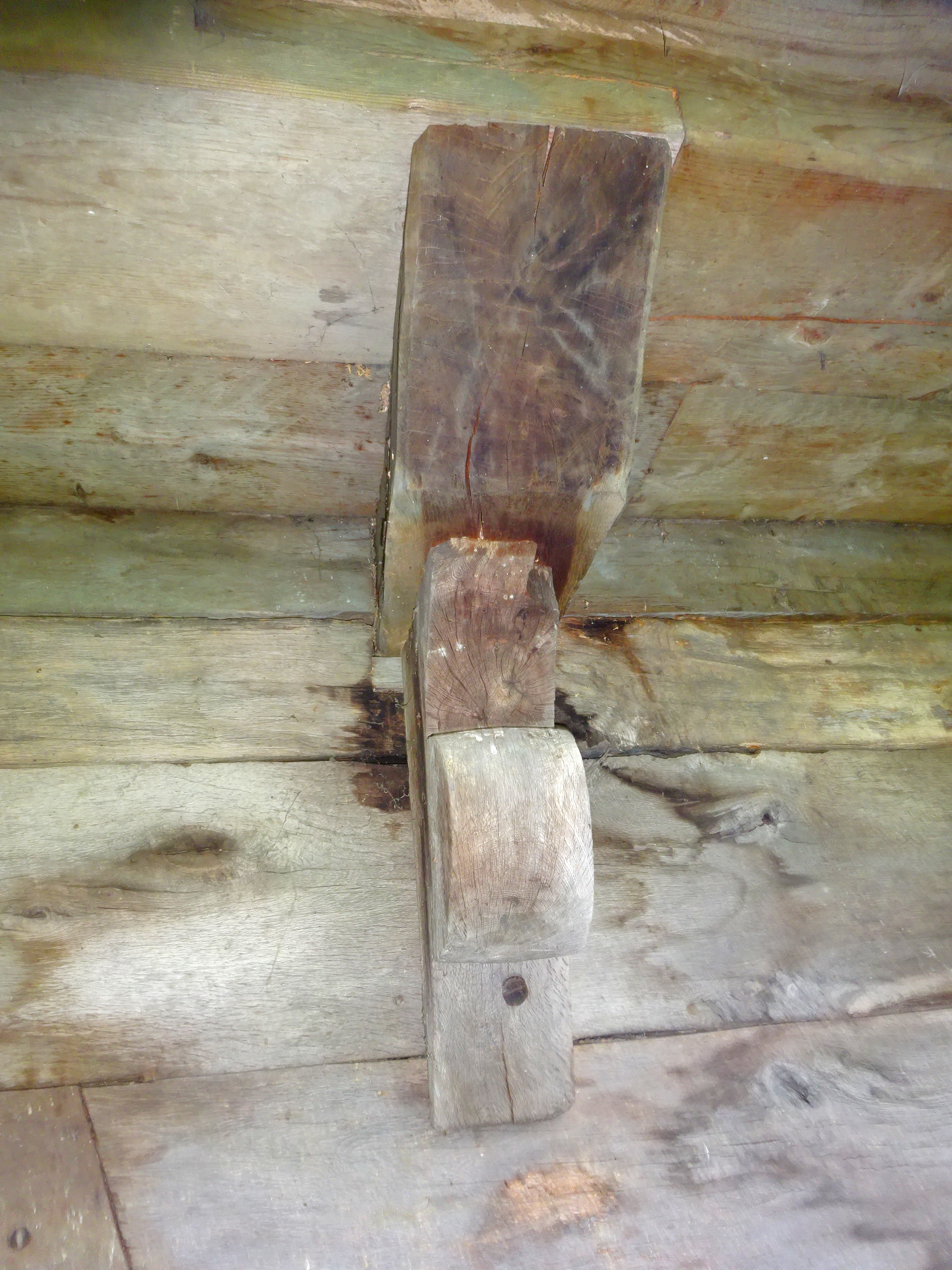
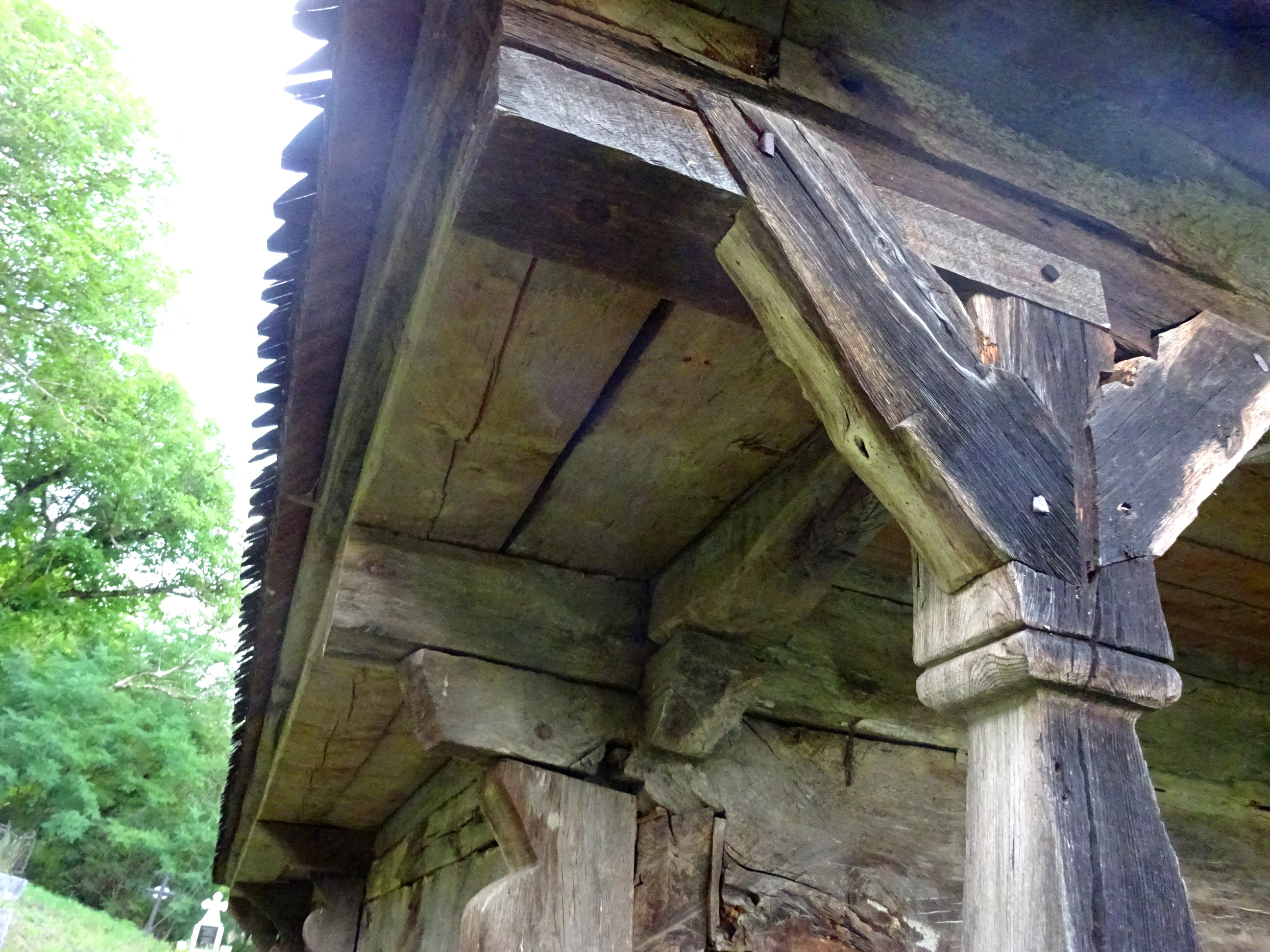
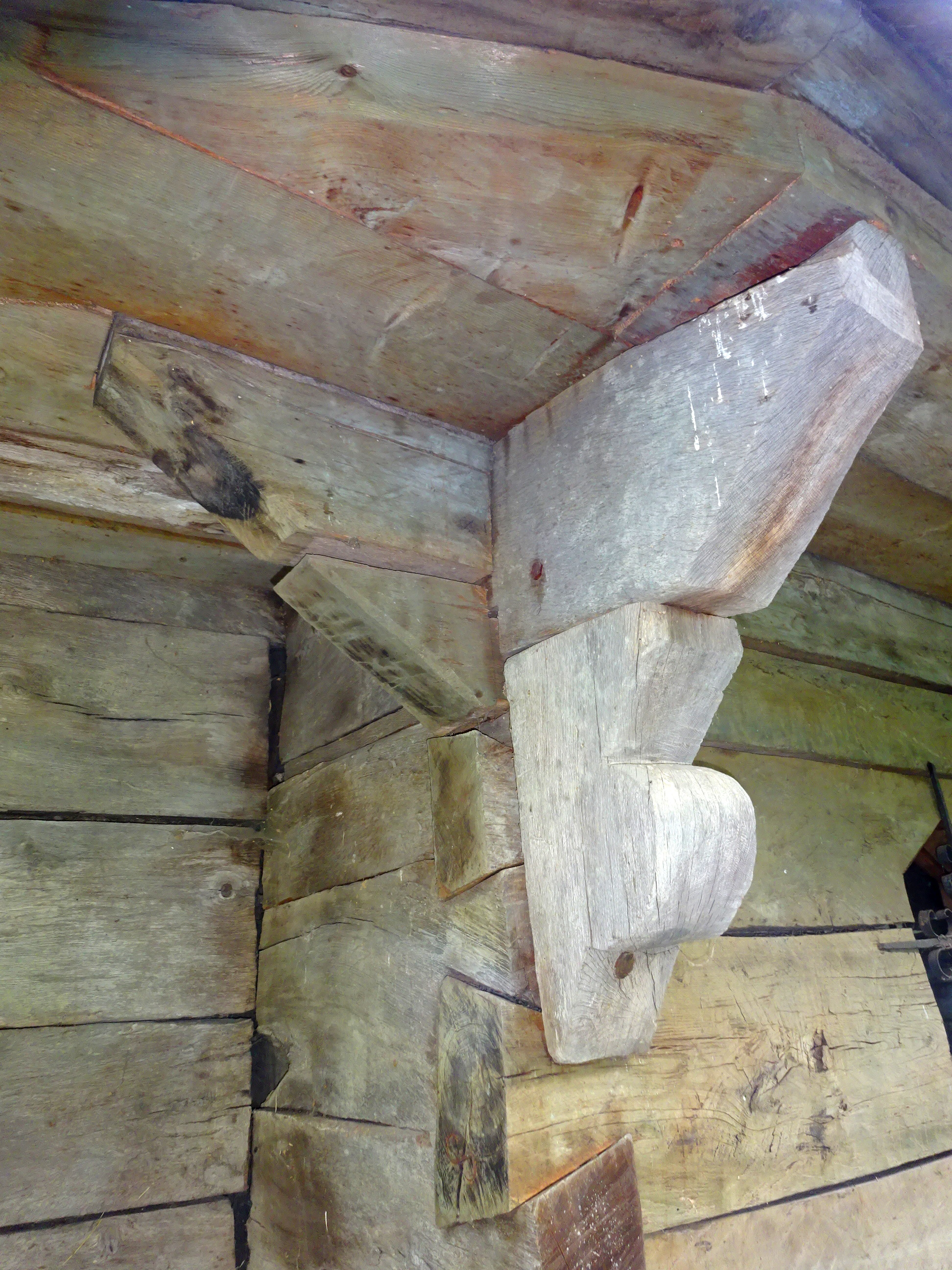
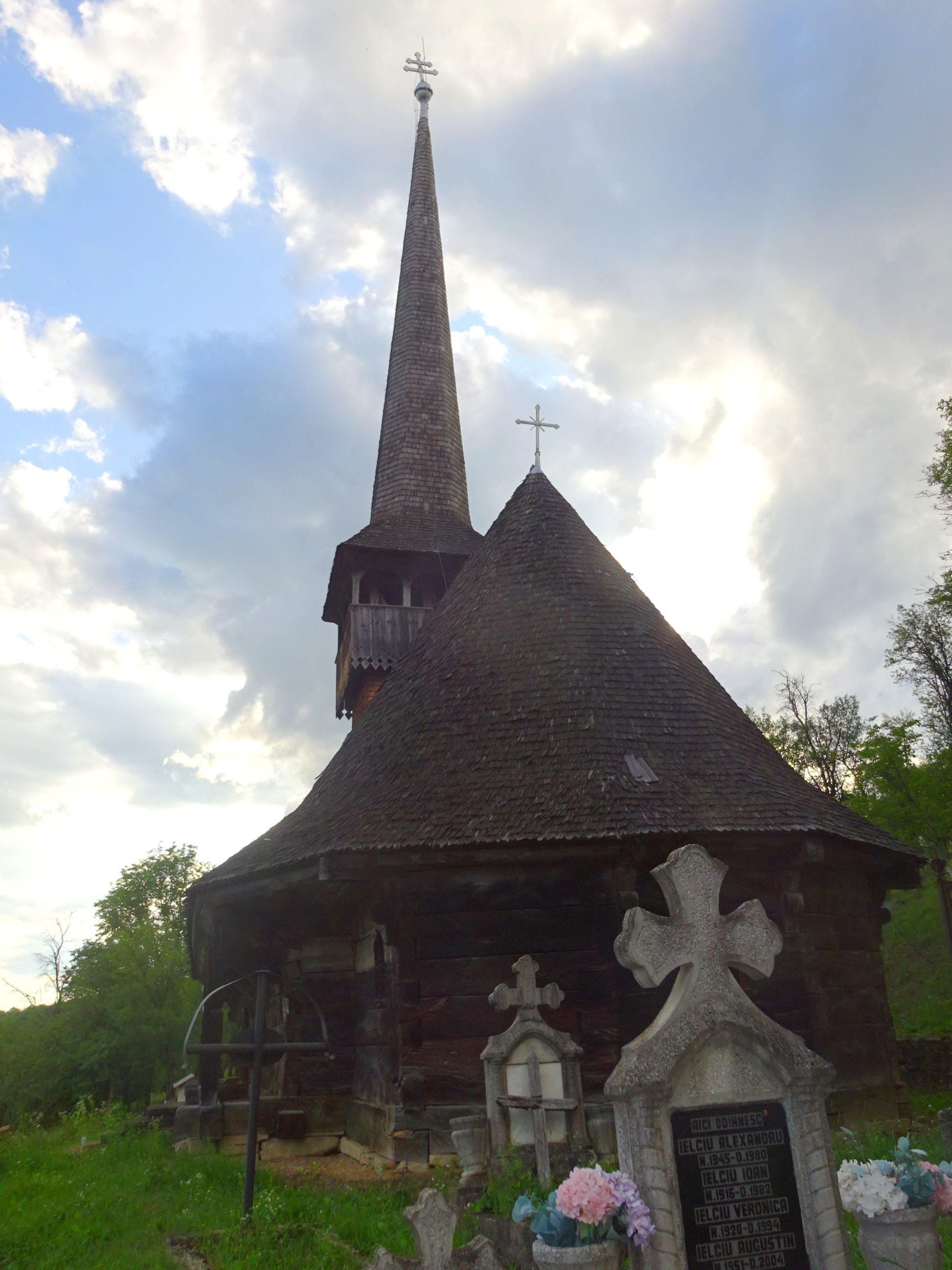
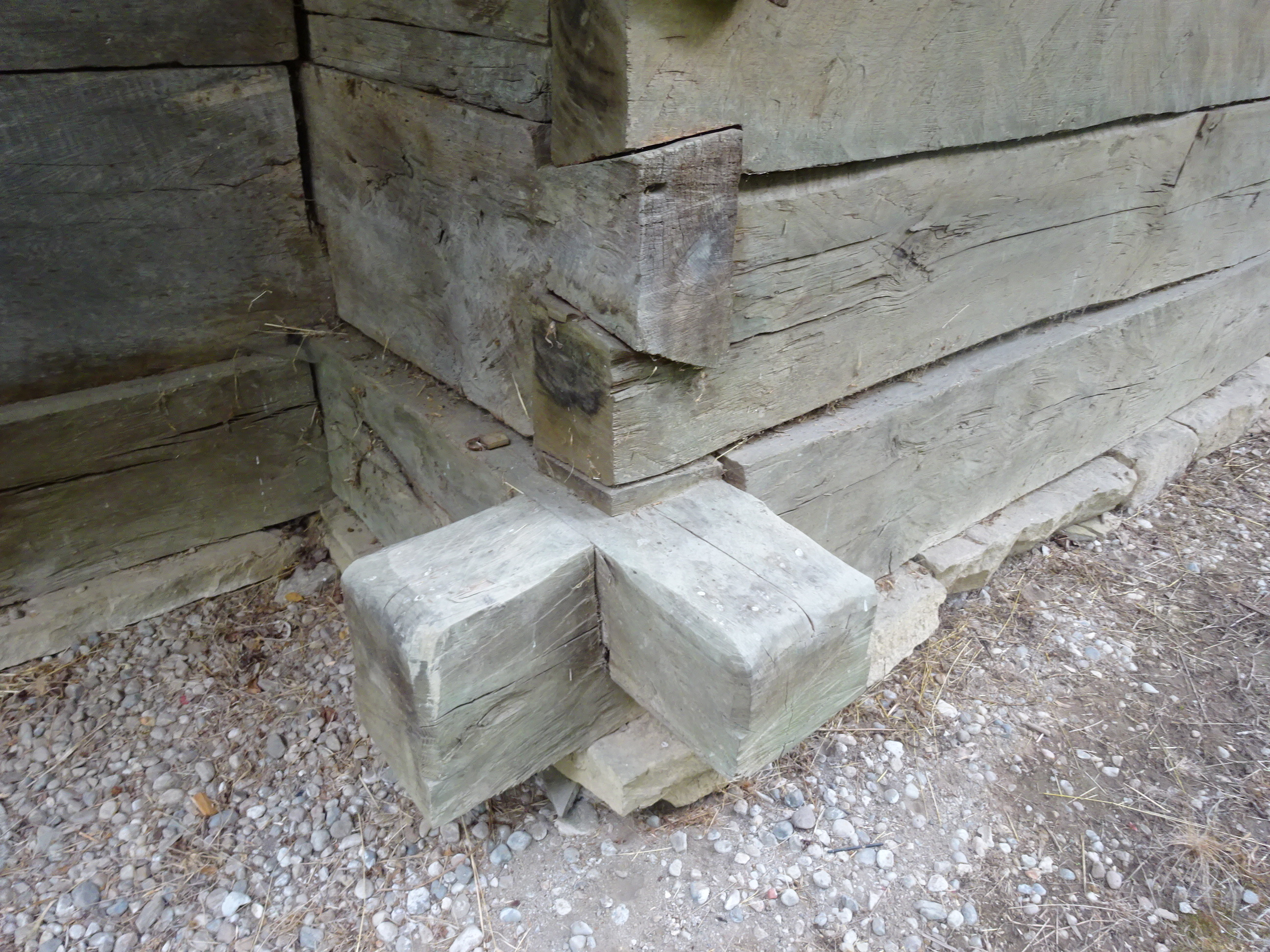
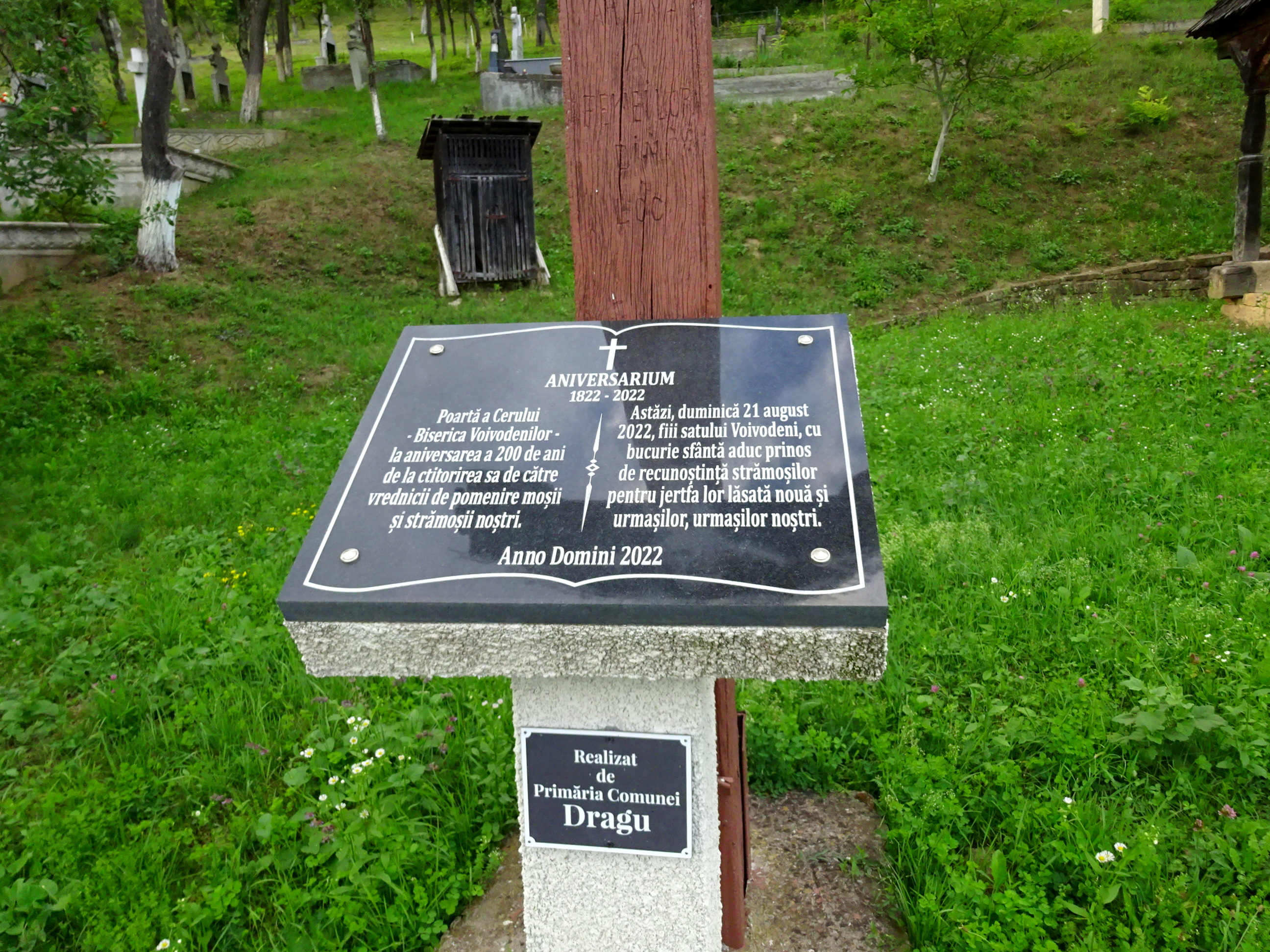
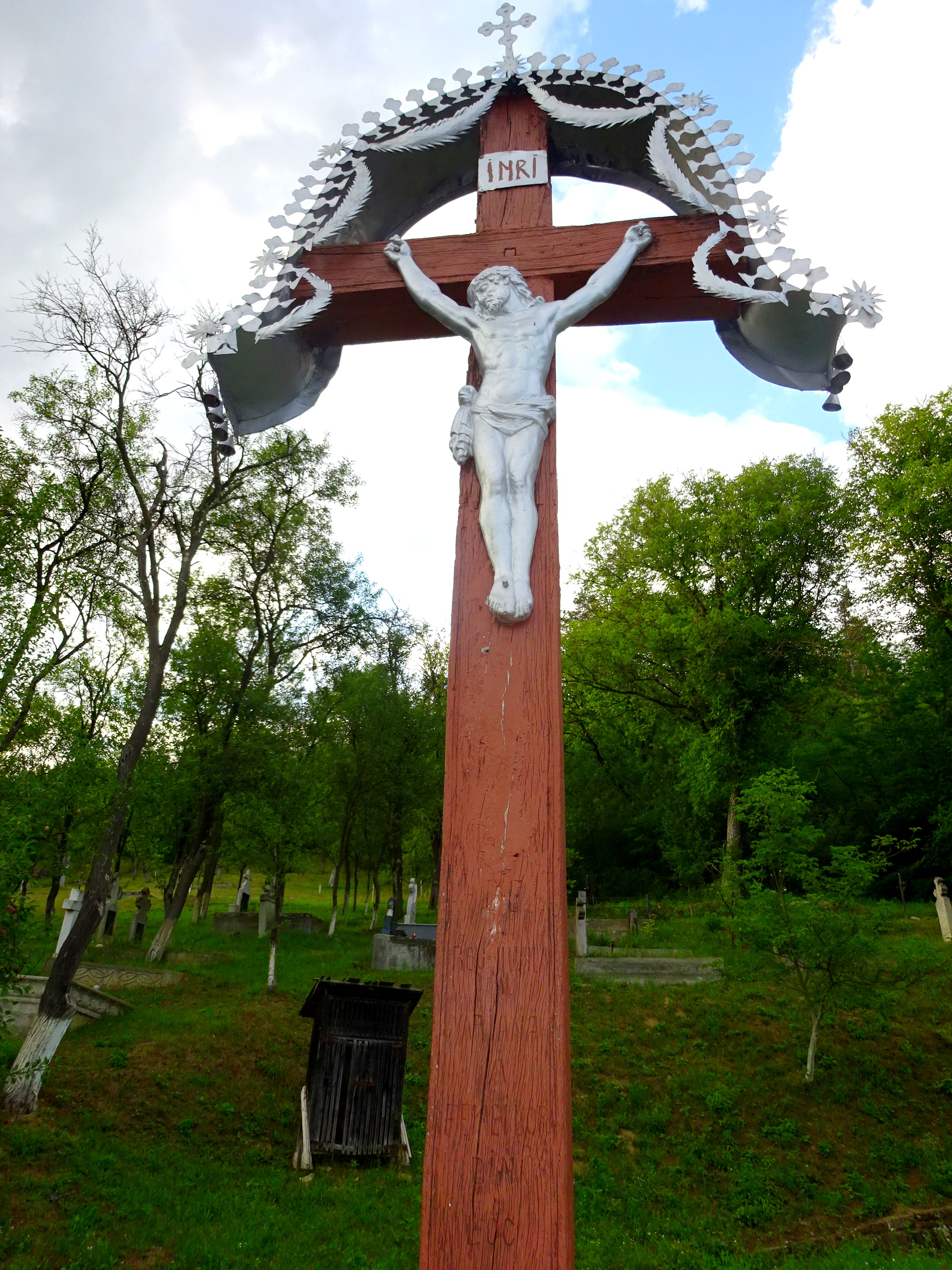
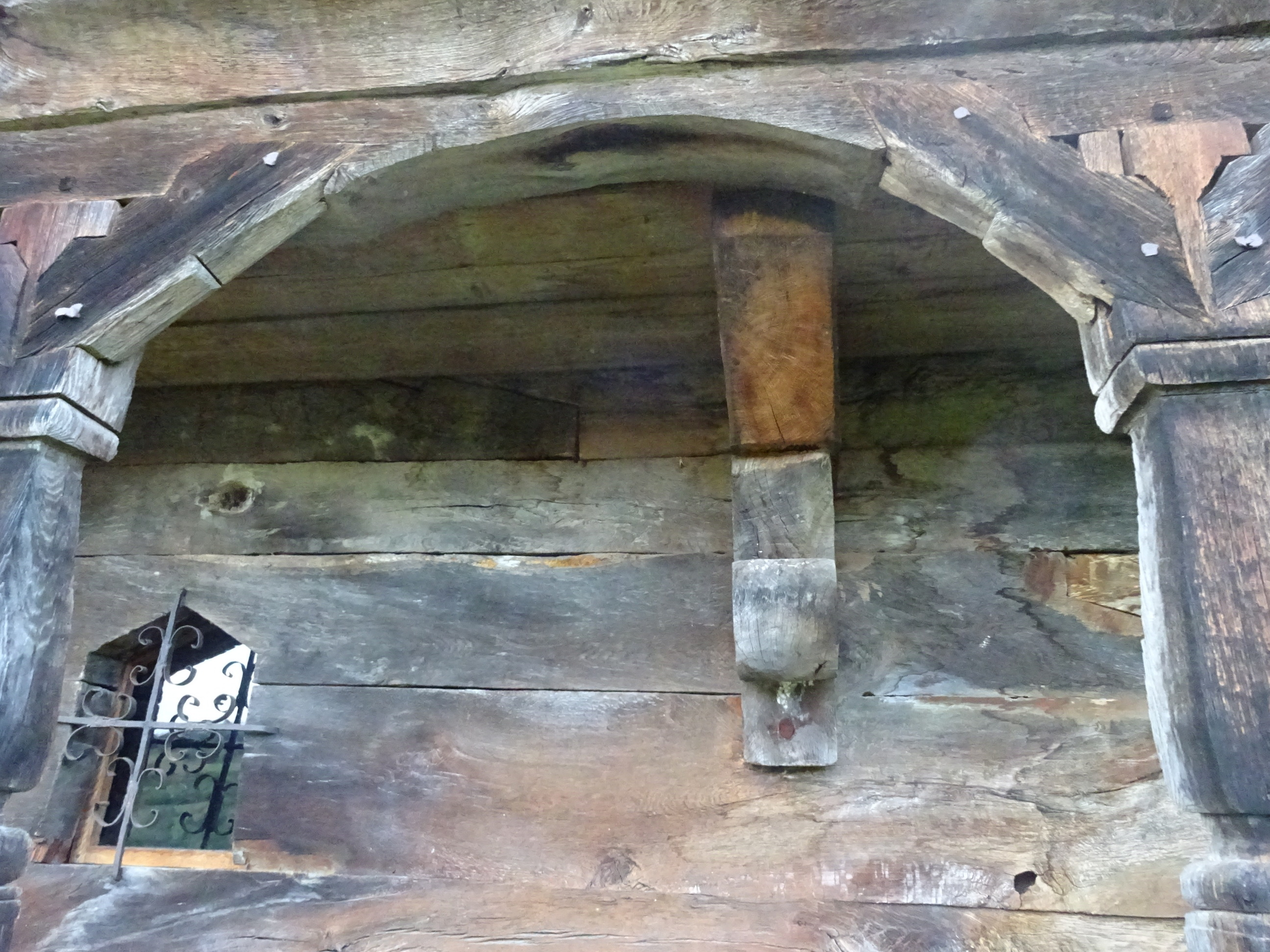
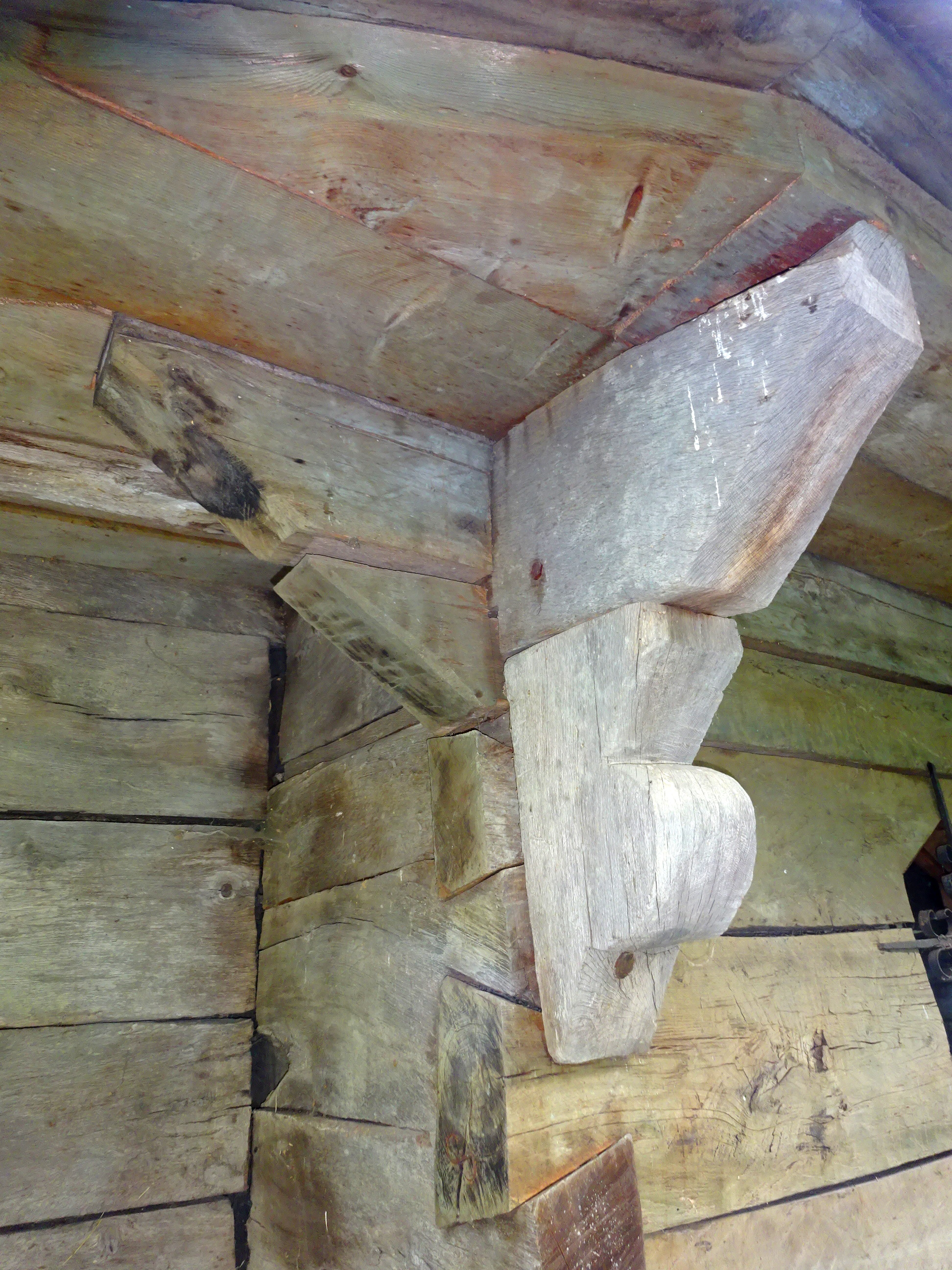
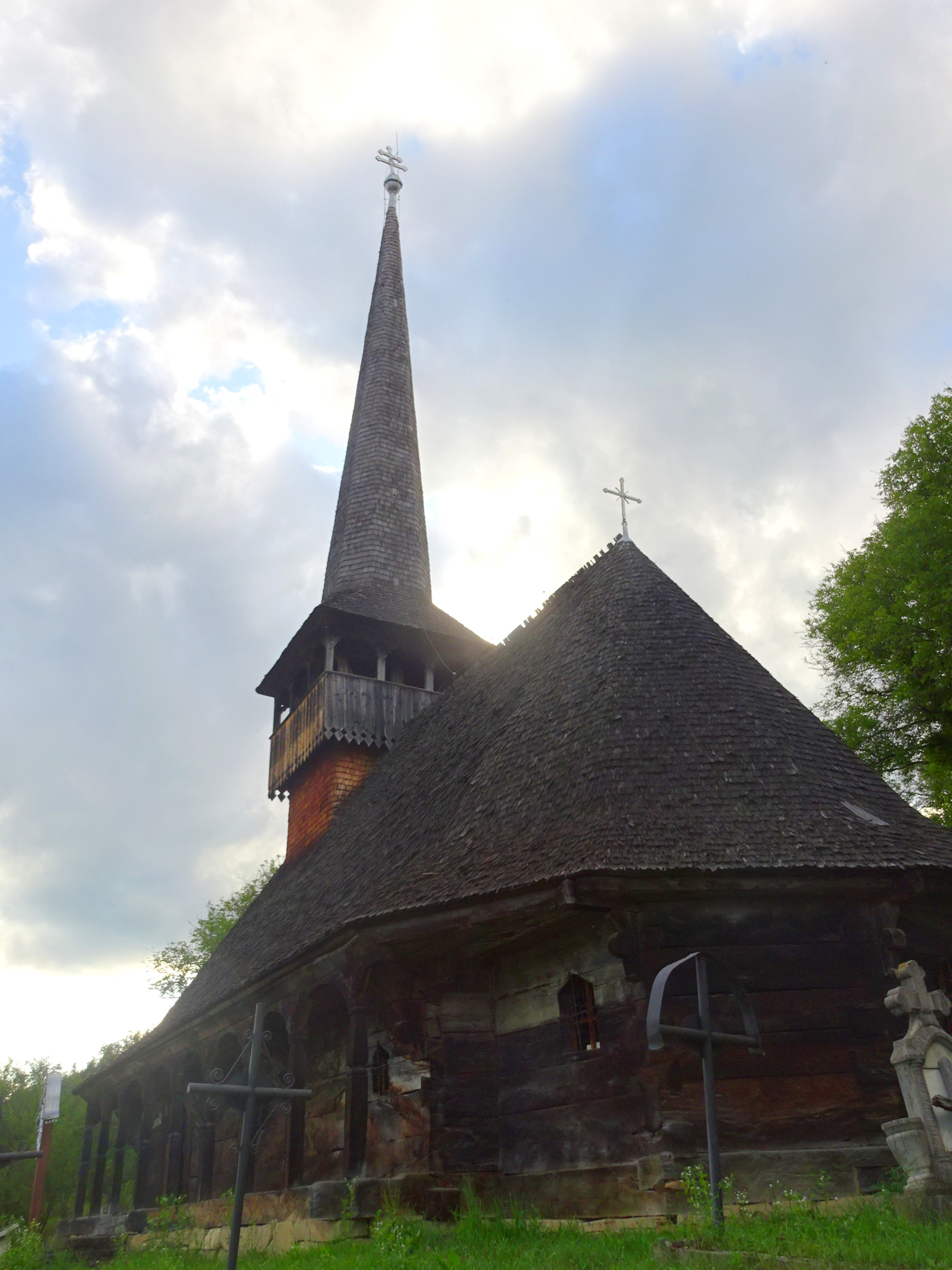
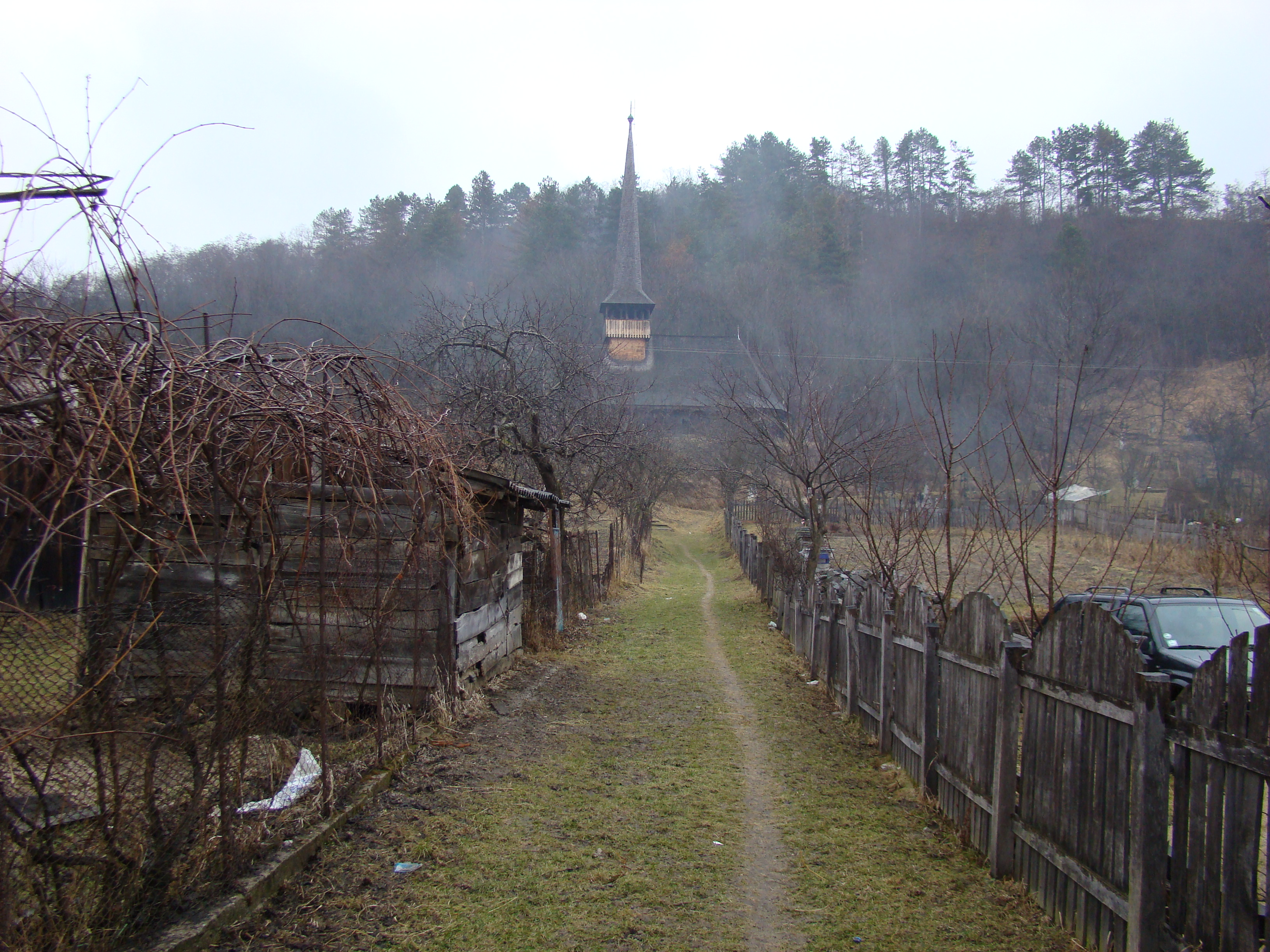
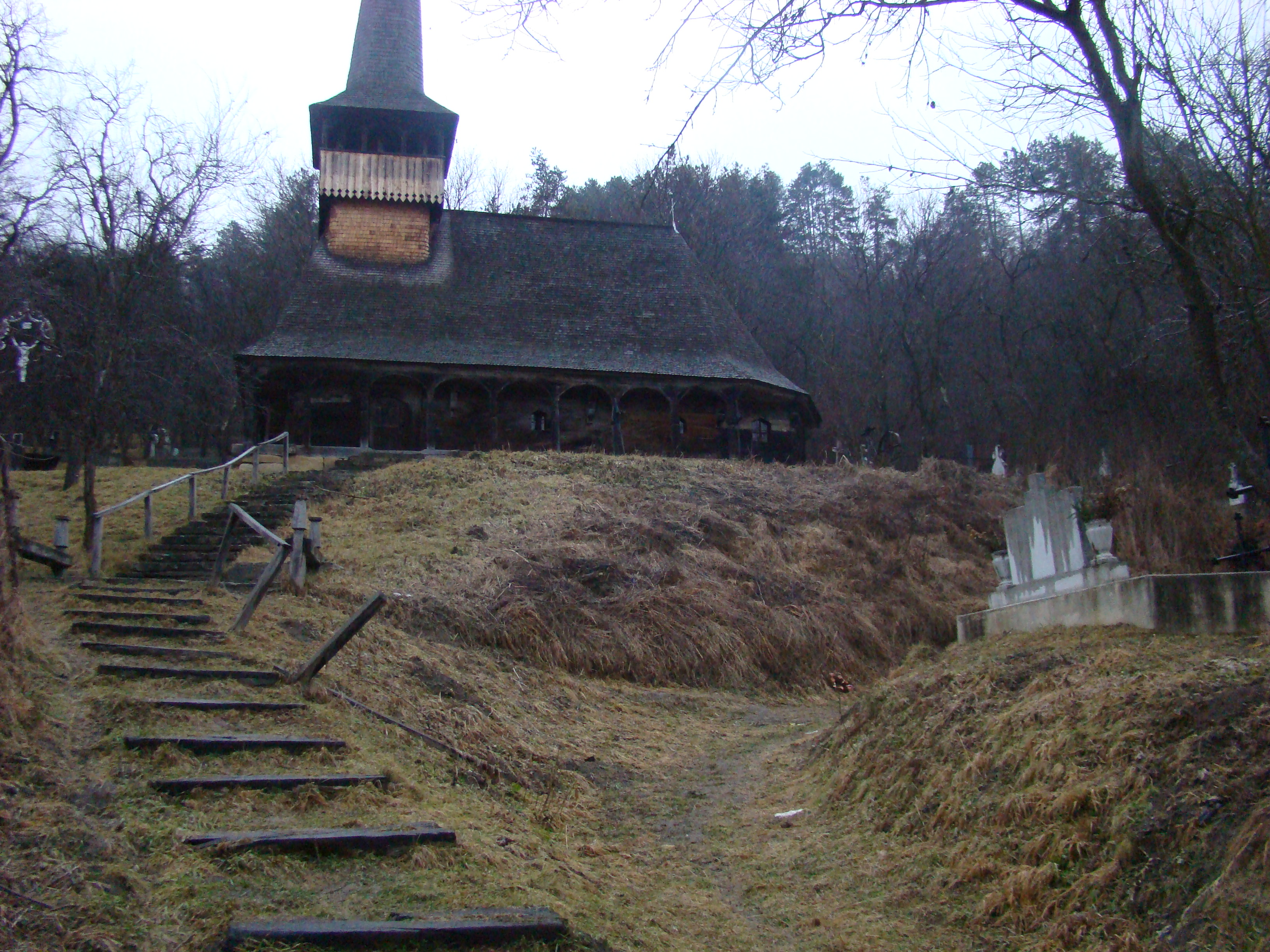
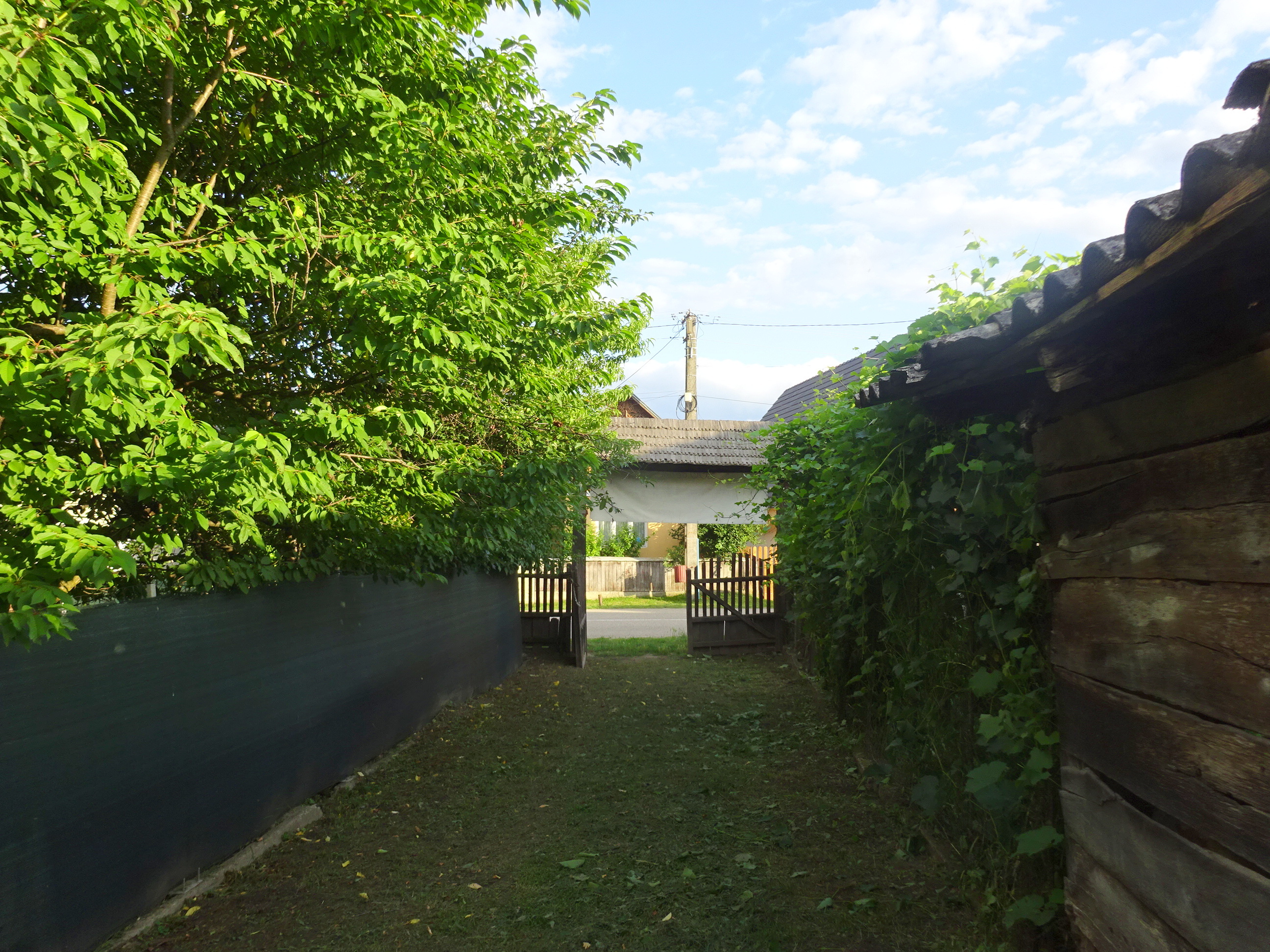
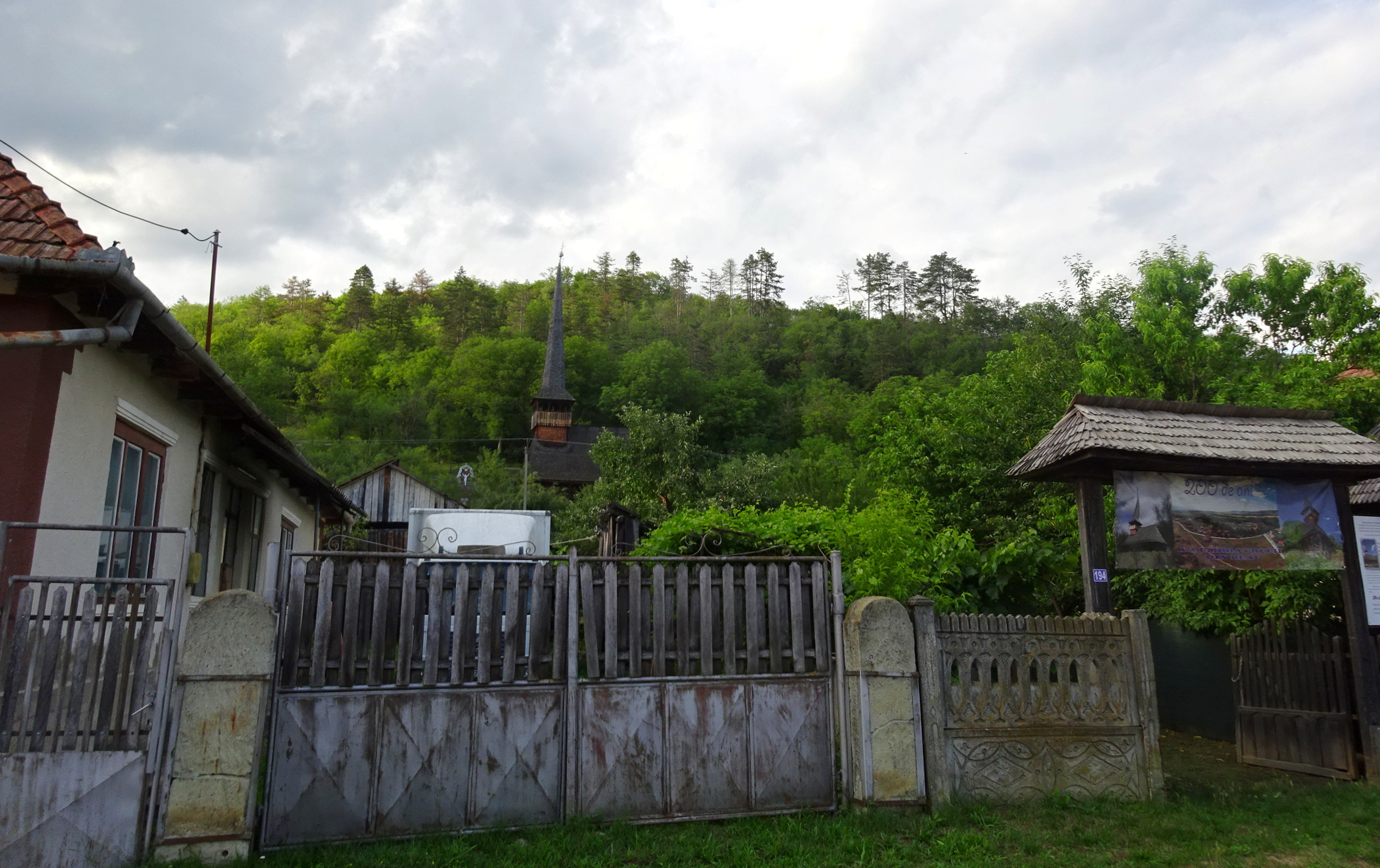

## Imagini din interior

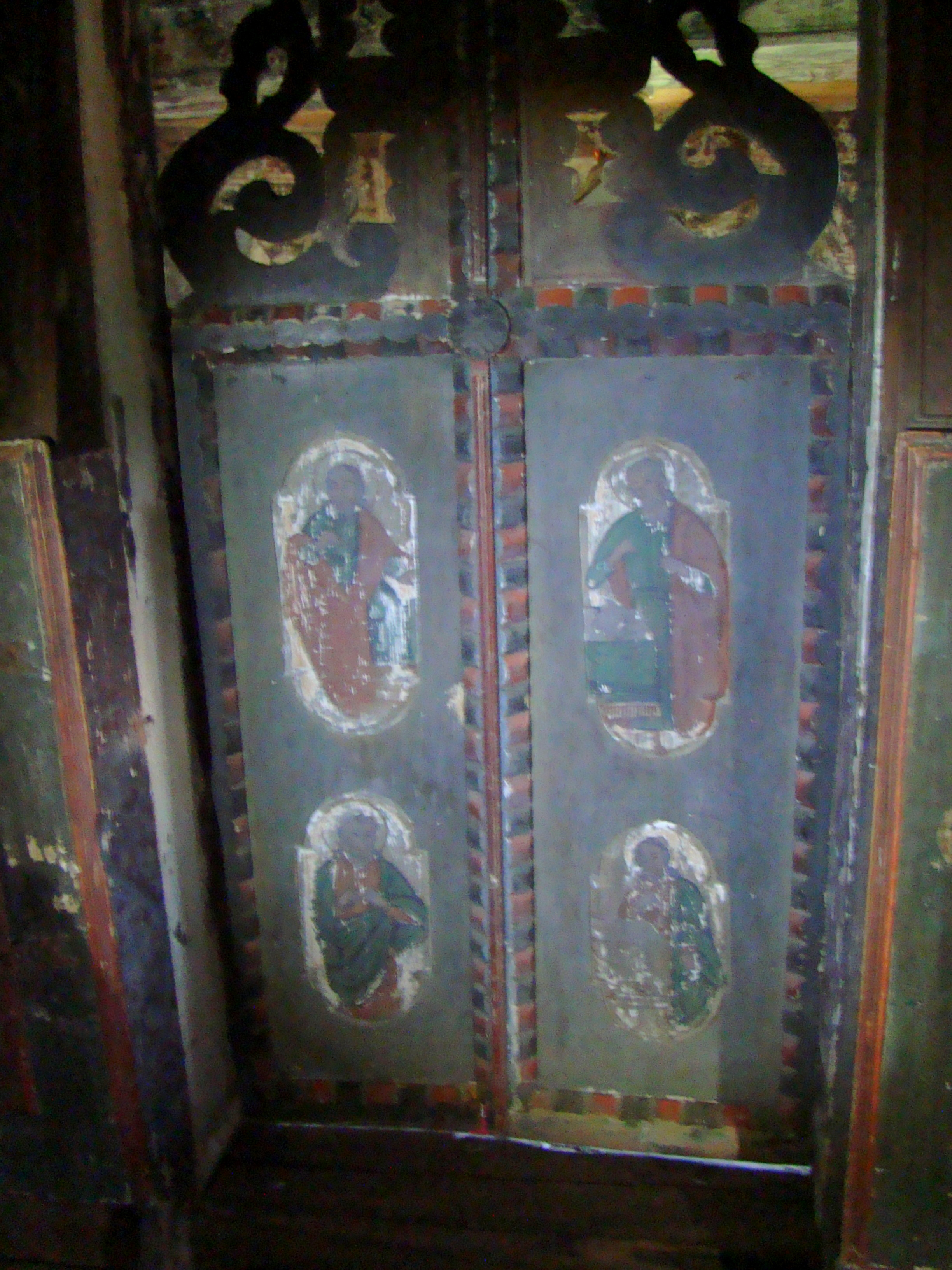
Ușile împărătești
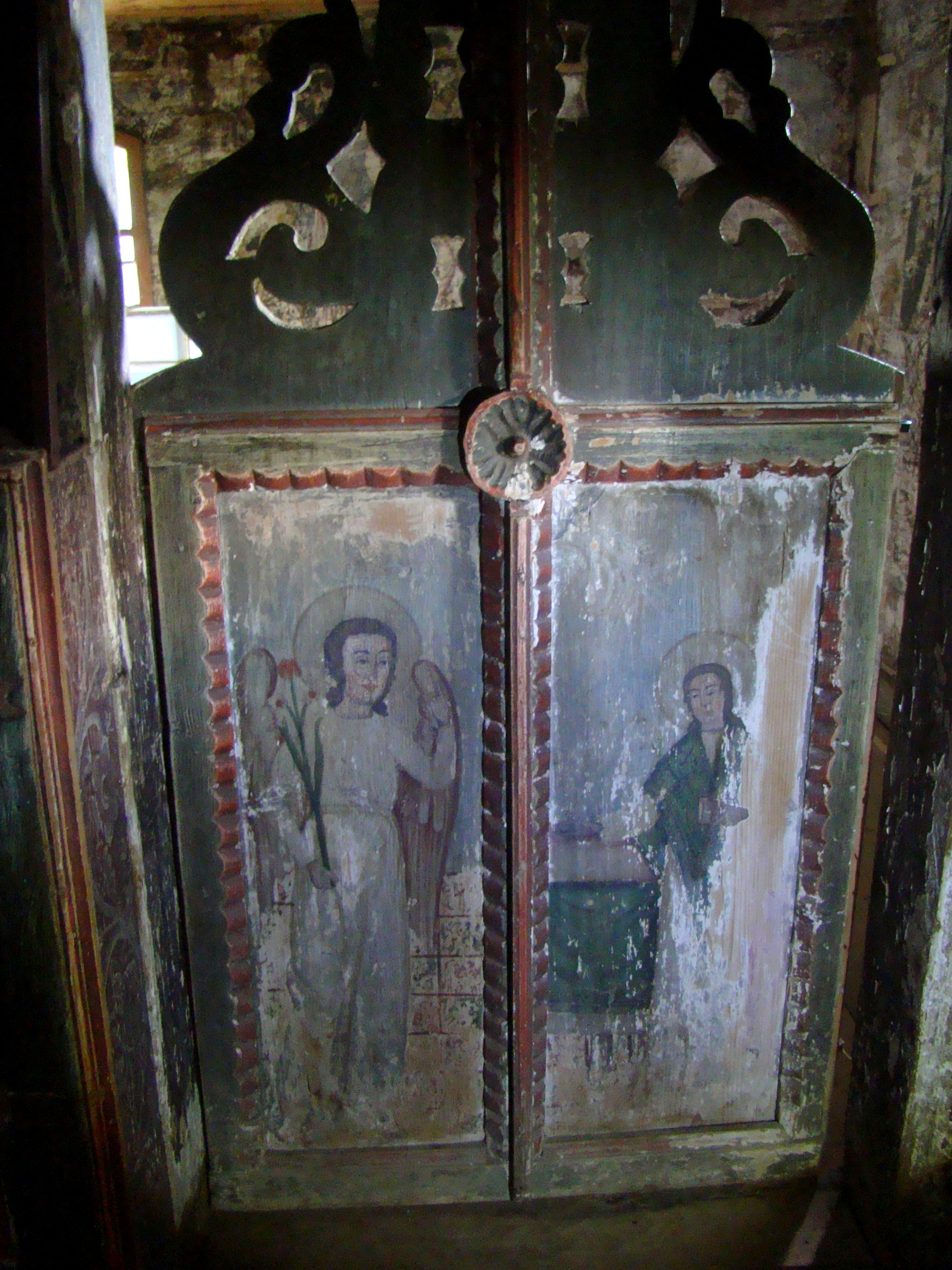
Ușile diaconești: Buna Vestire
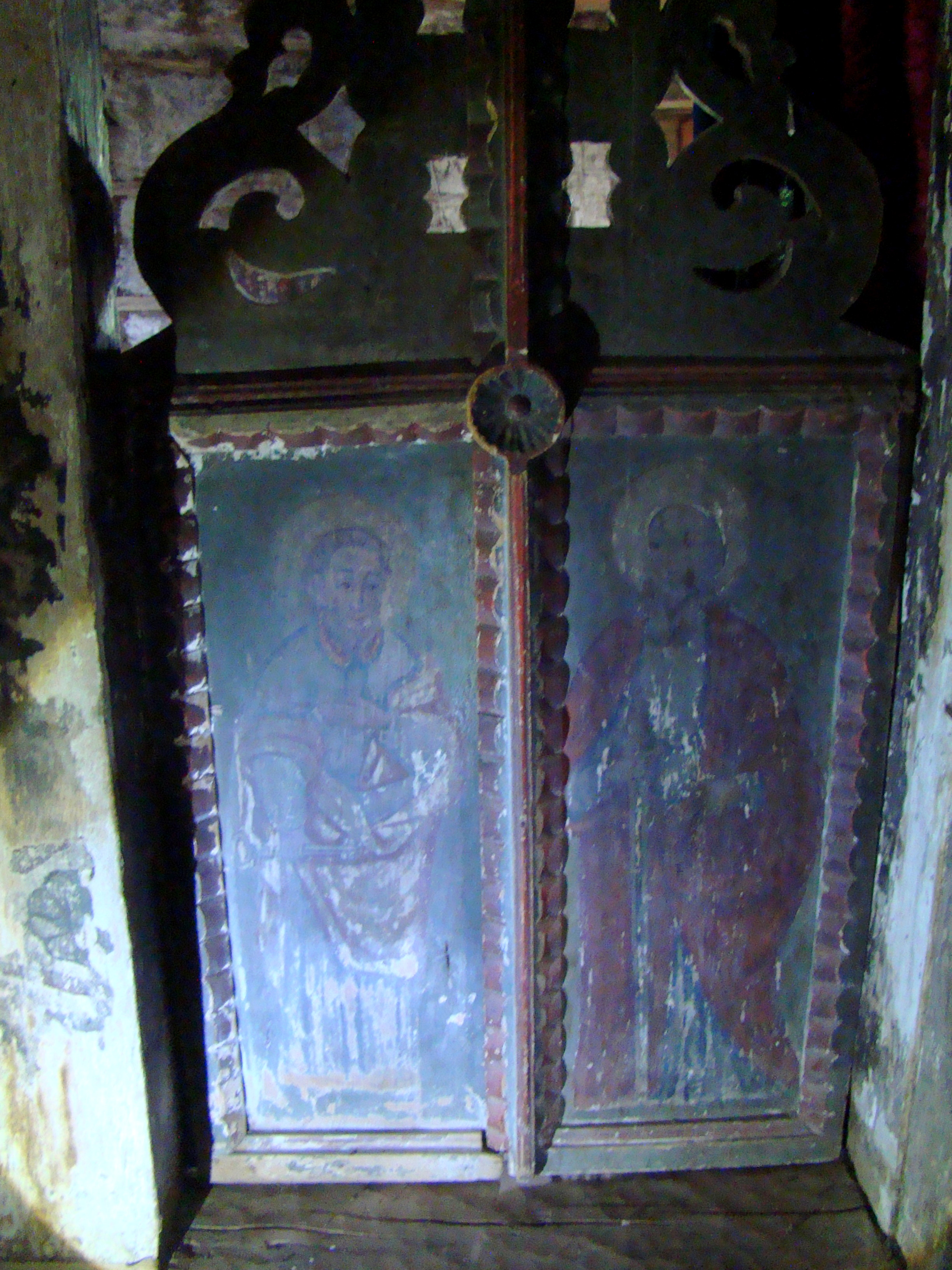
Al doilea rând de uși diaconești: Sfinții Apostoli Petru și Pavel
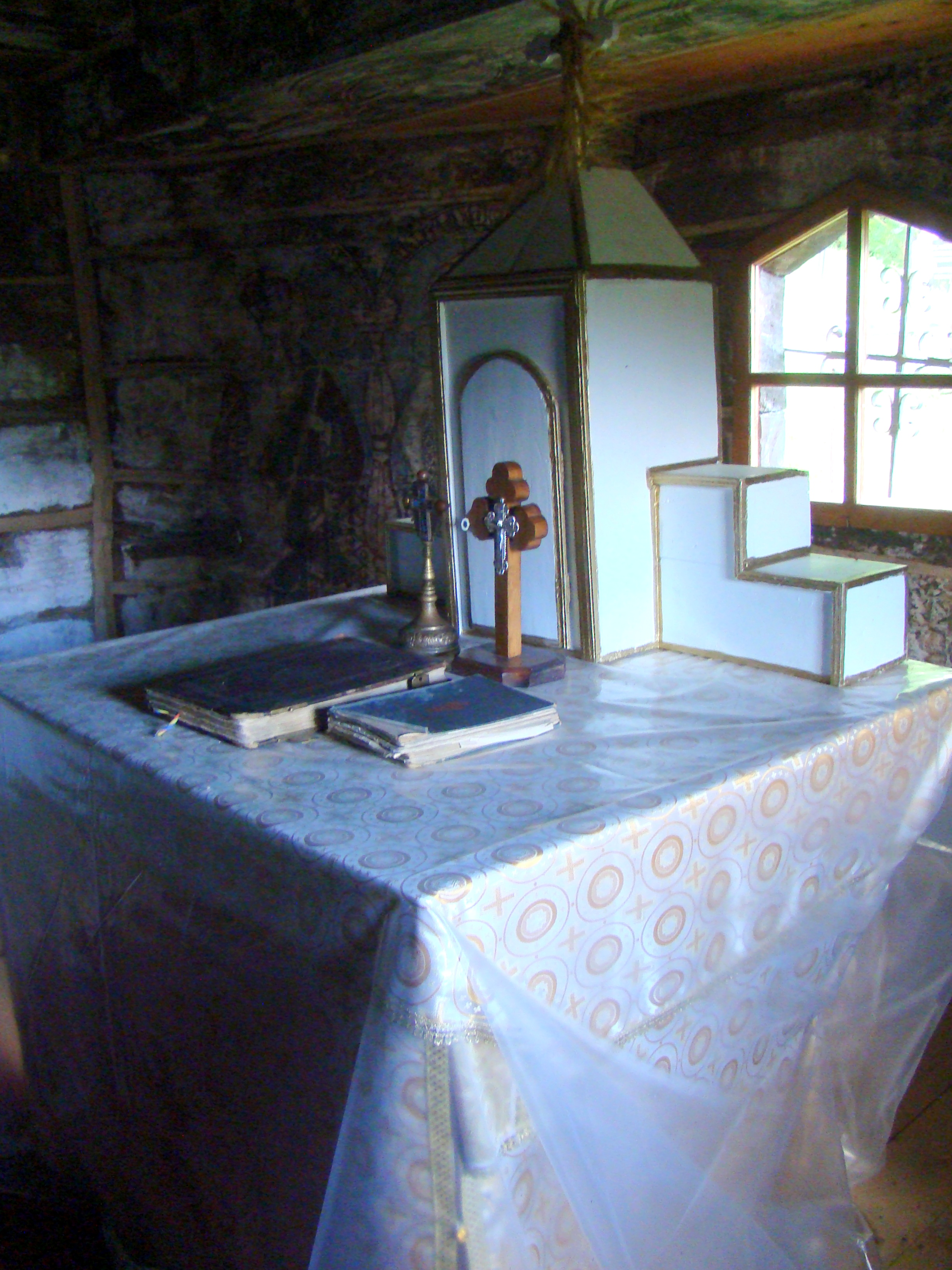
Sfânta Masă
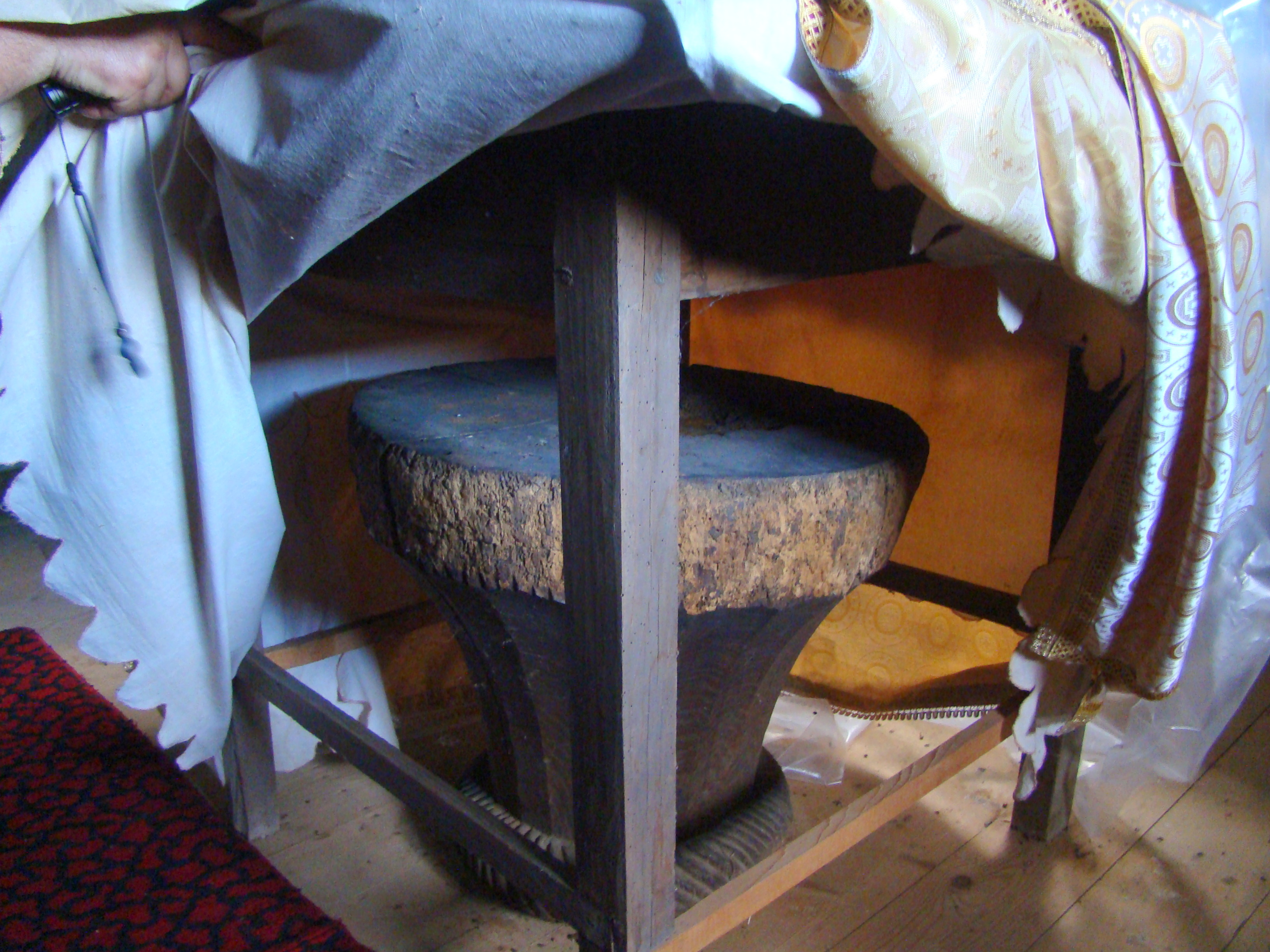
Piciorul mesei altarului
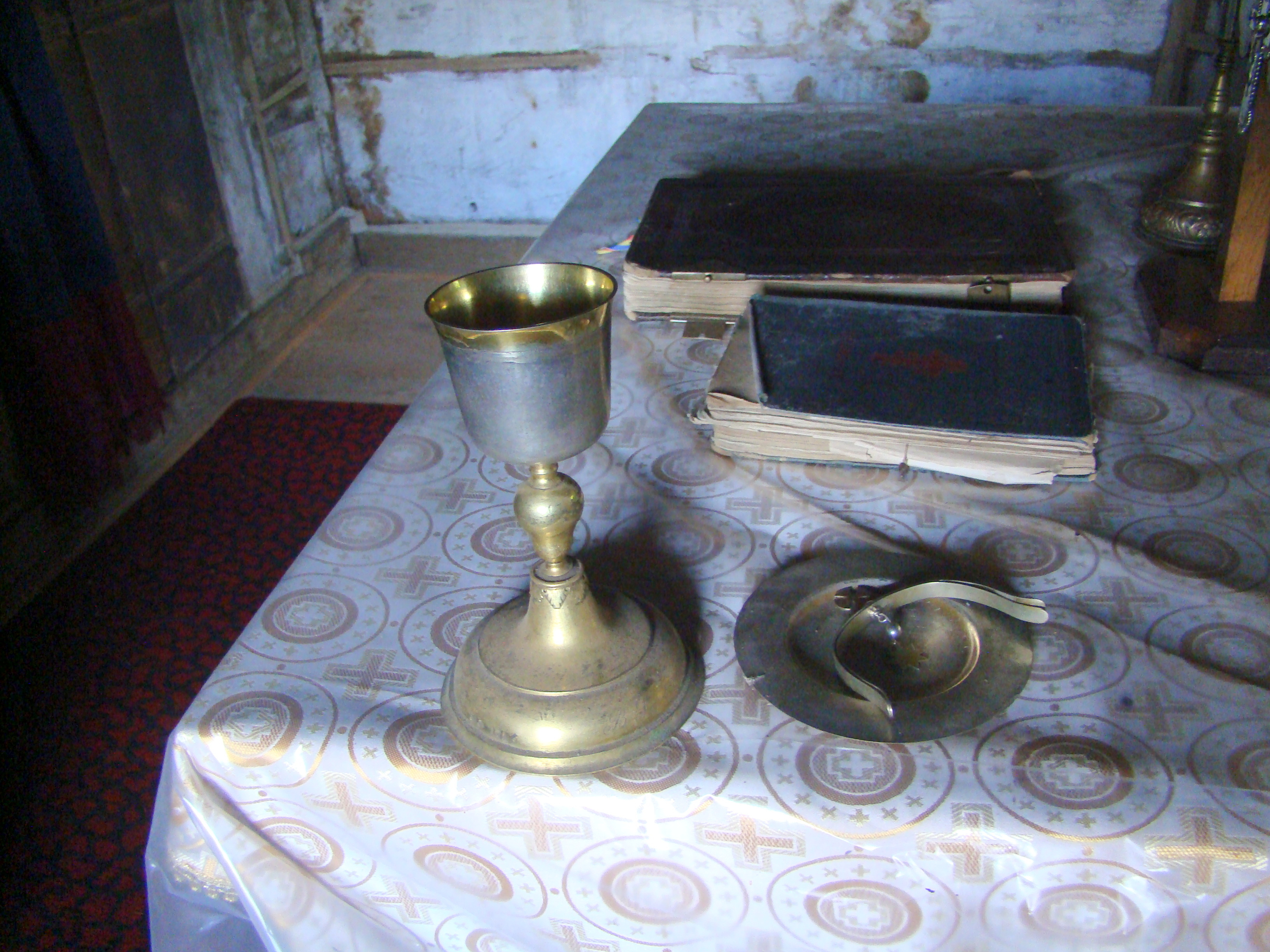
Obiecte vechi de cult din anul construirii bisericii: 1820
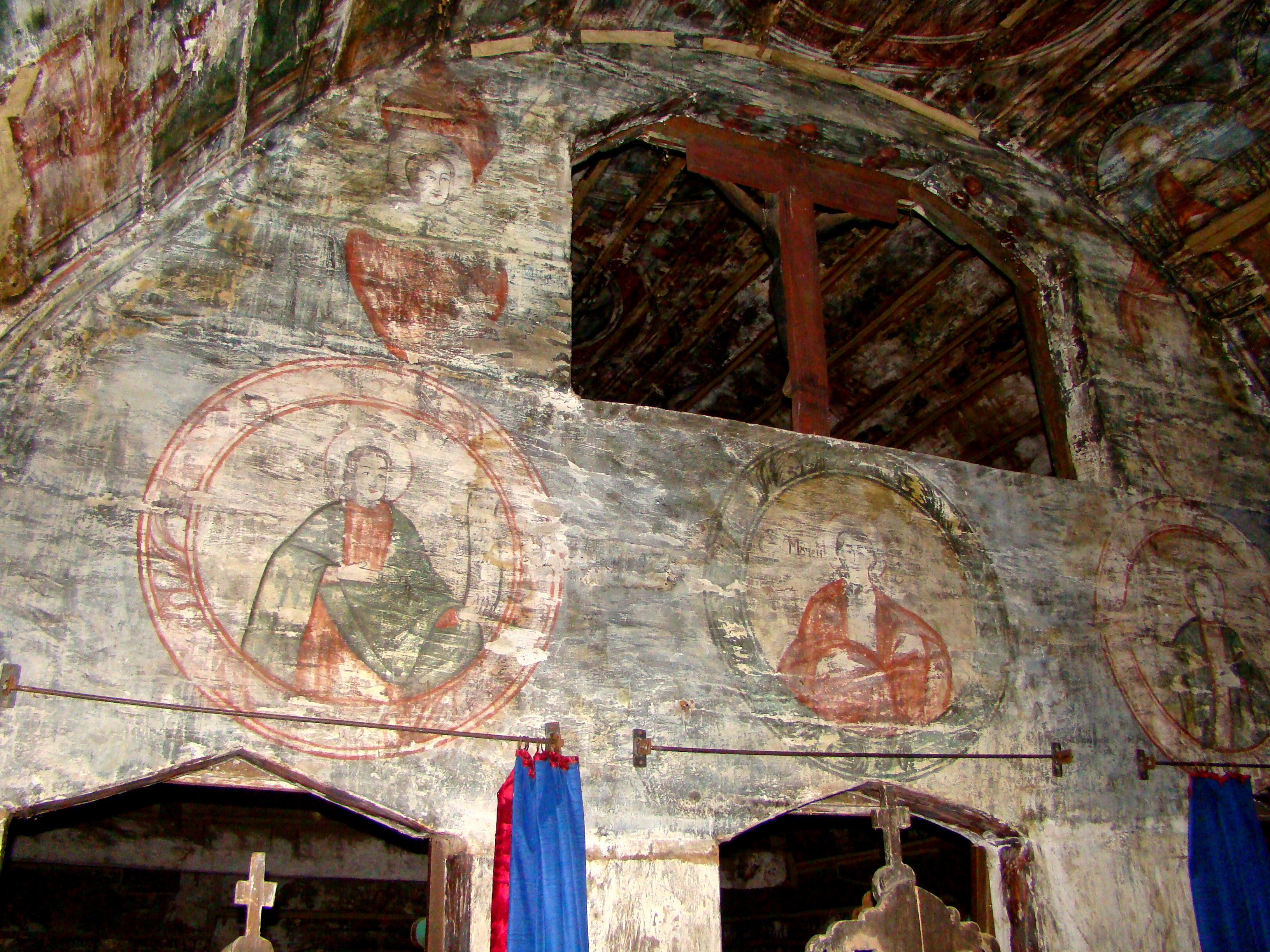
Dosul tâmplei
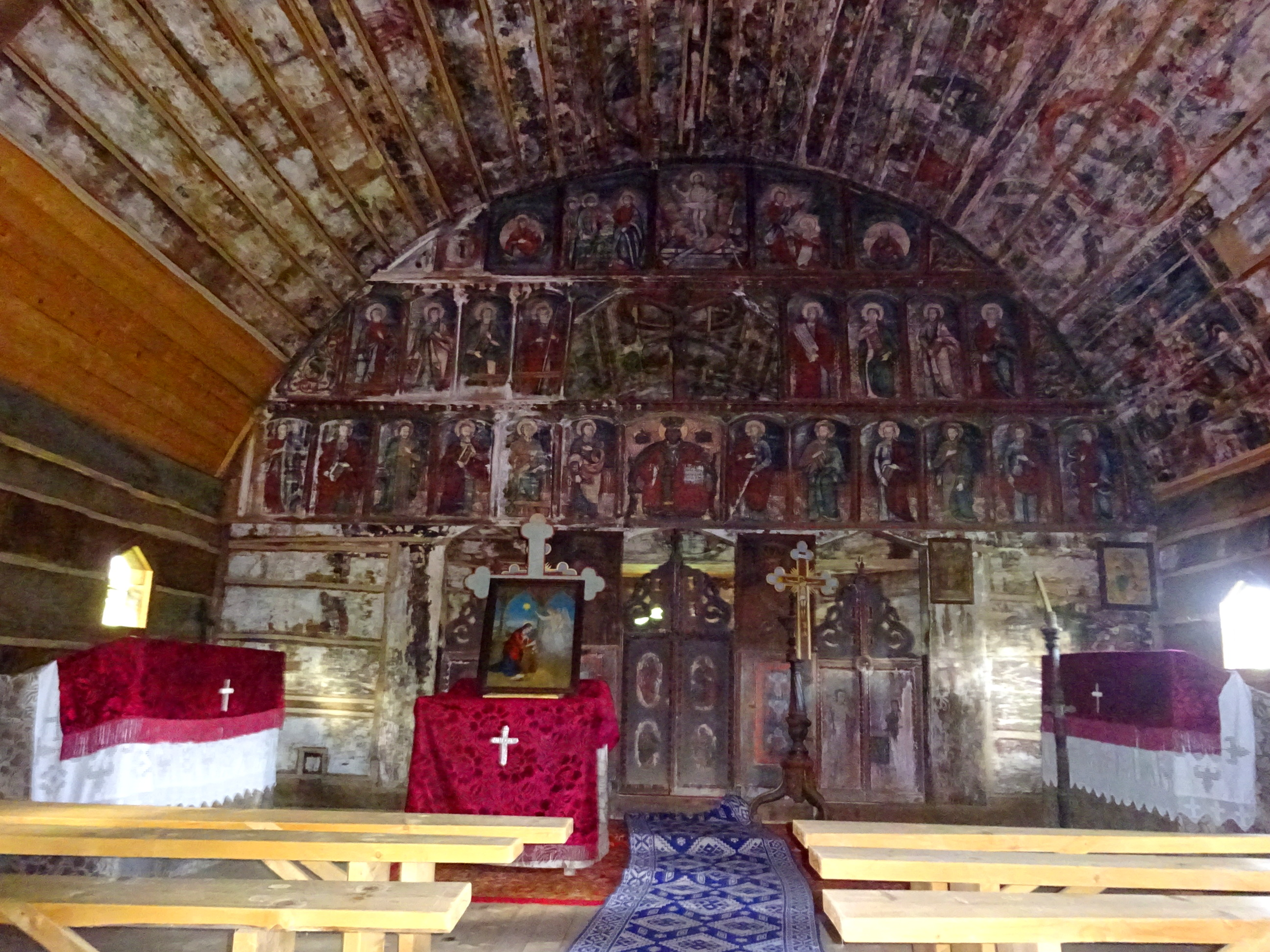
Nava spre iconostas
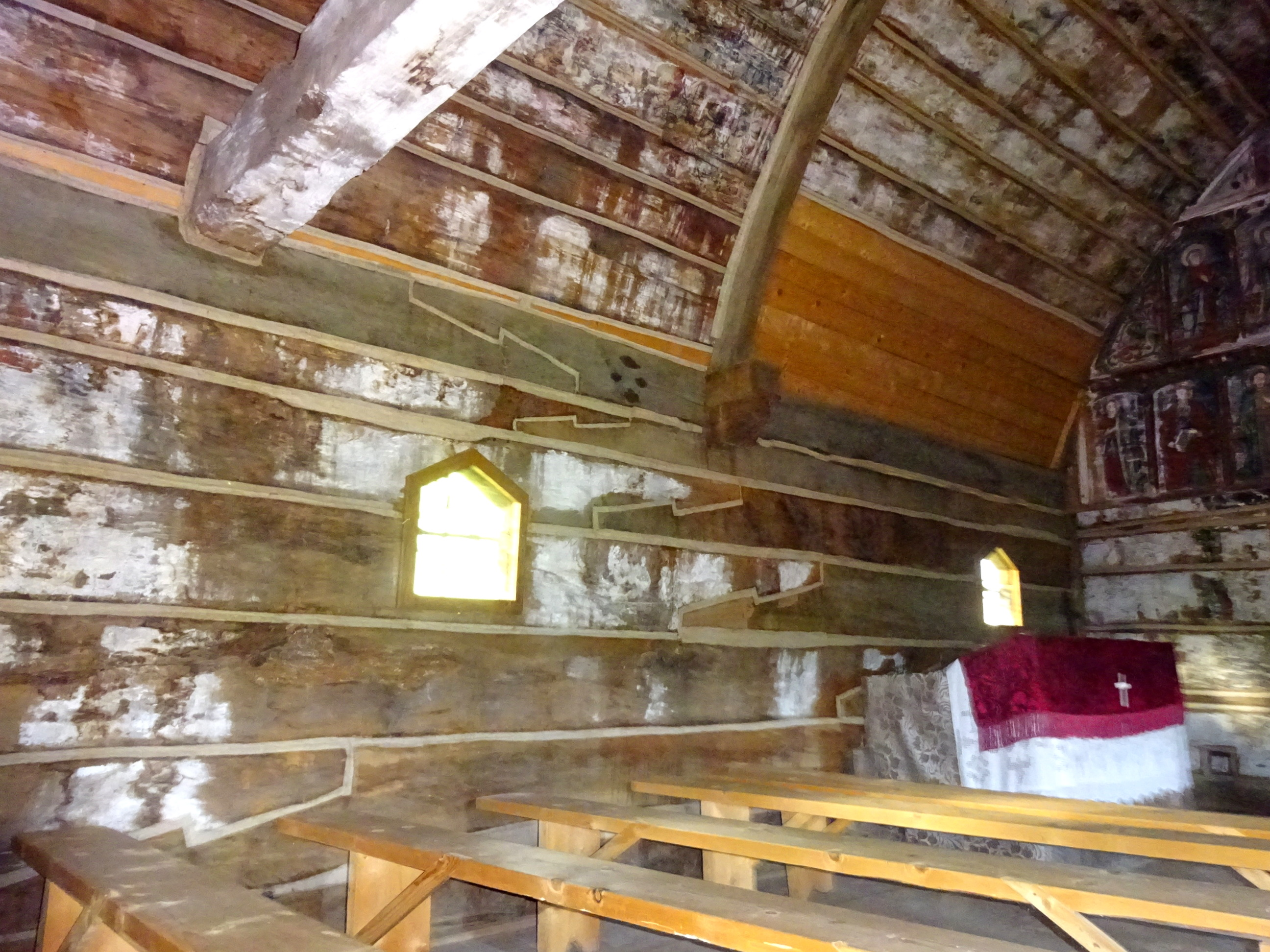
Naos: latura de nord
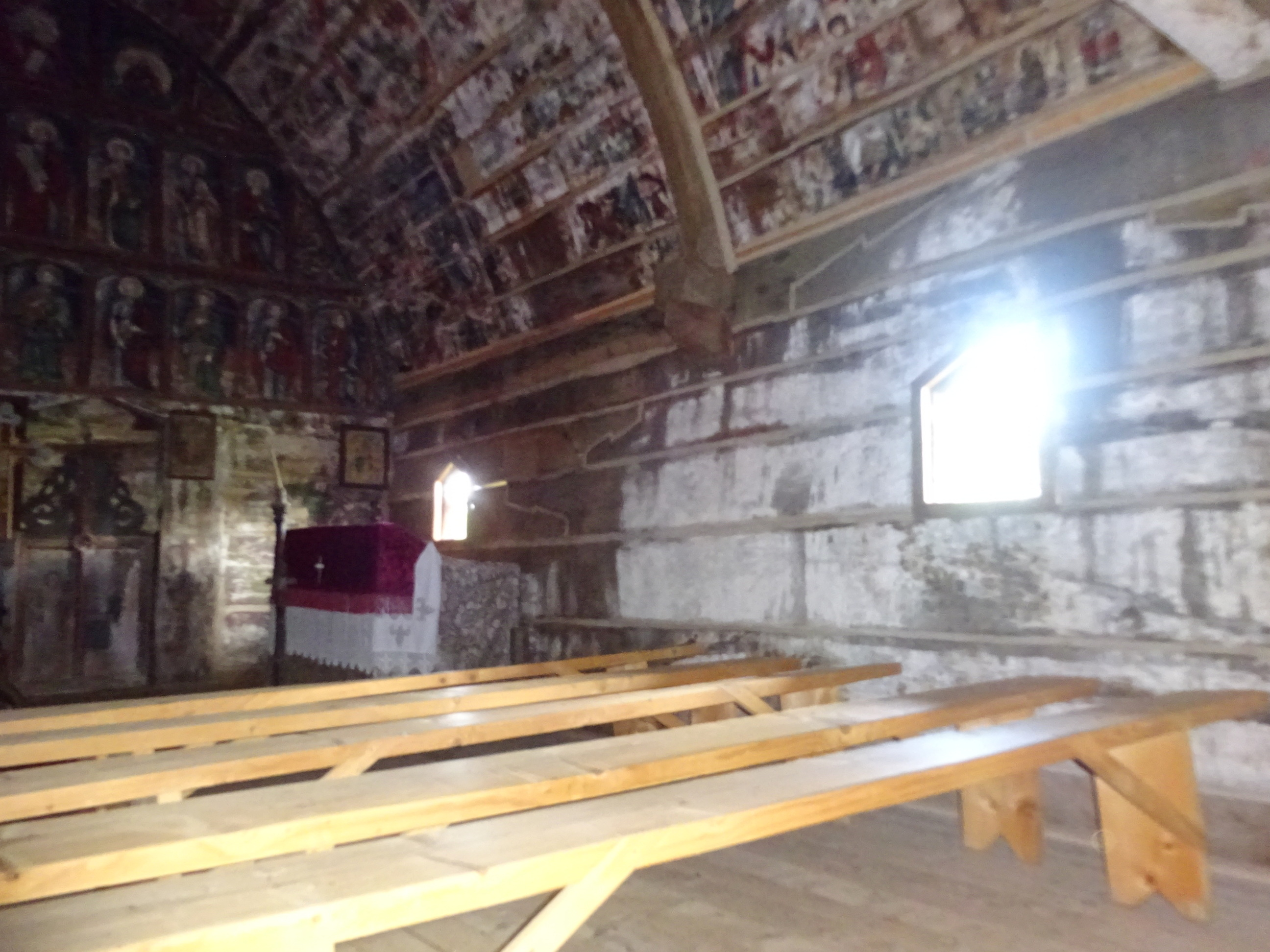
Naos: latura de sud
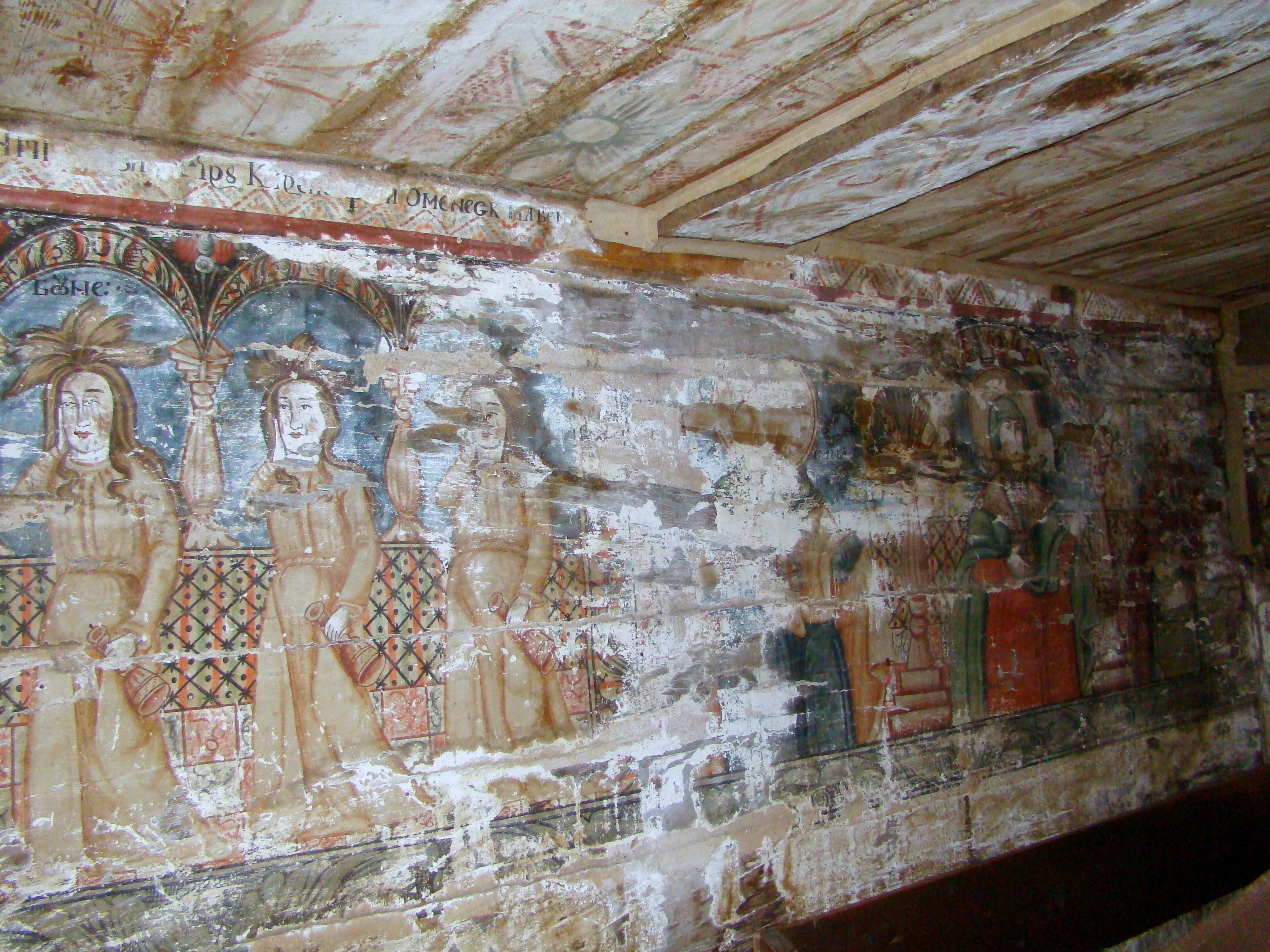
Pilda celor zece fecioare
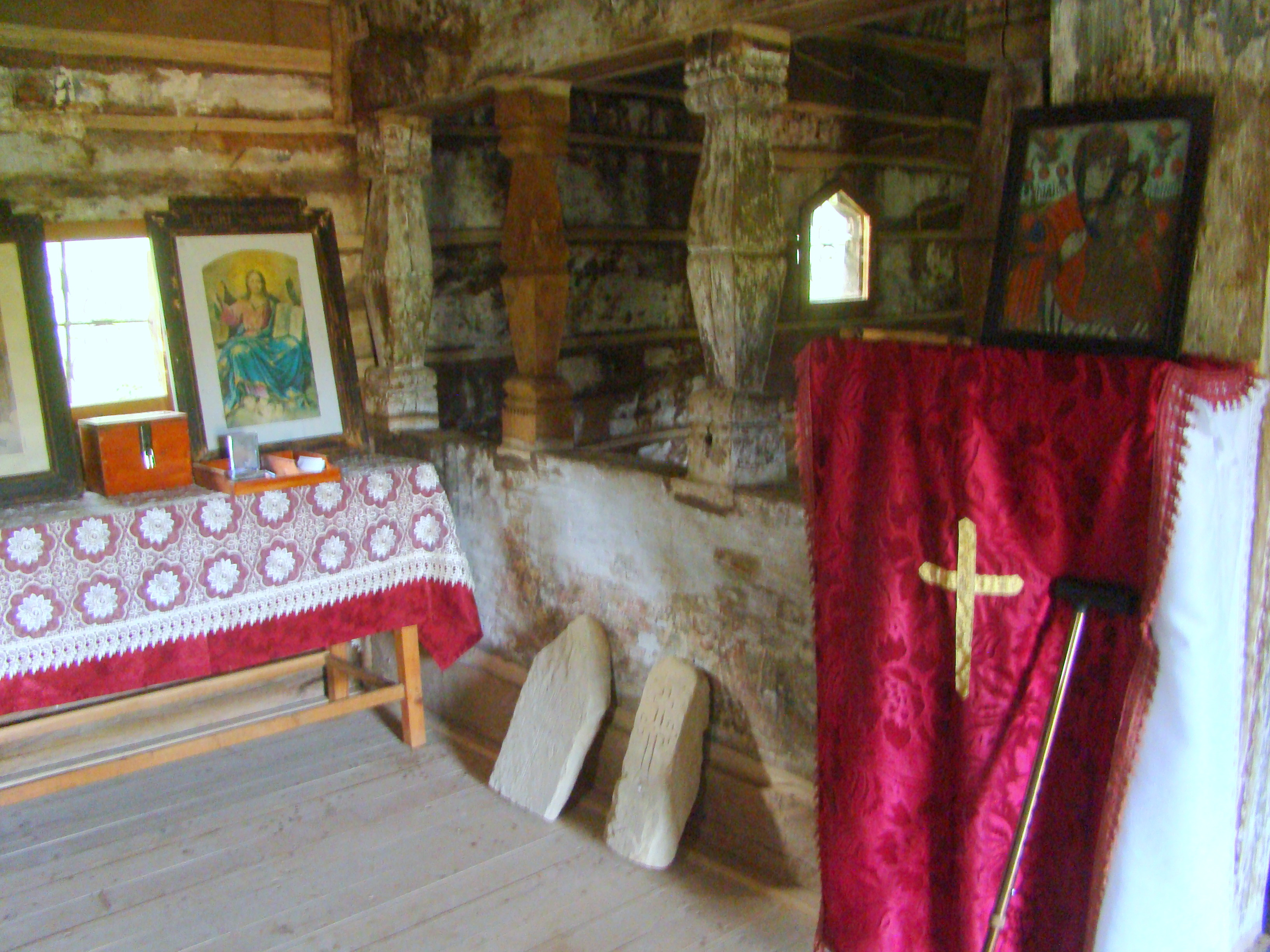
Peretele care desparte tinda femeilor de navă
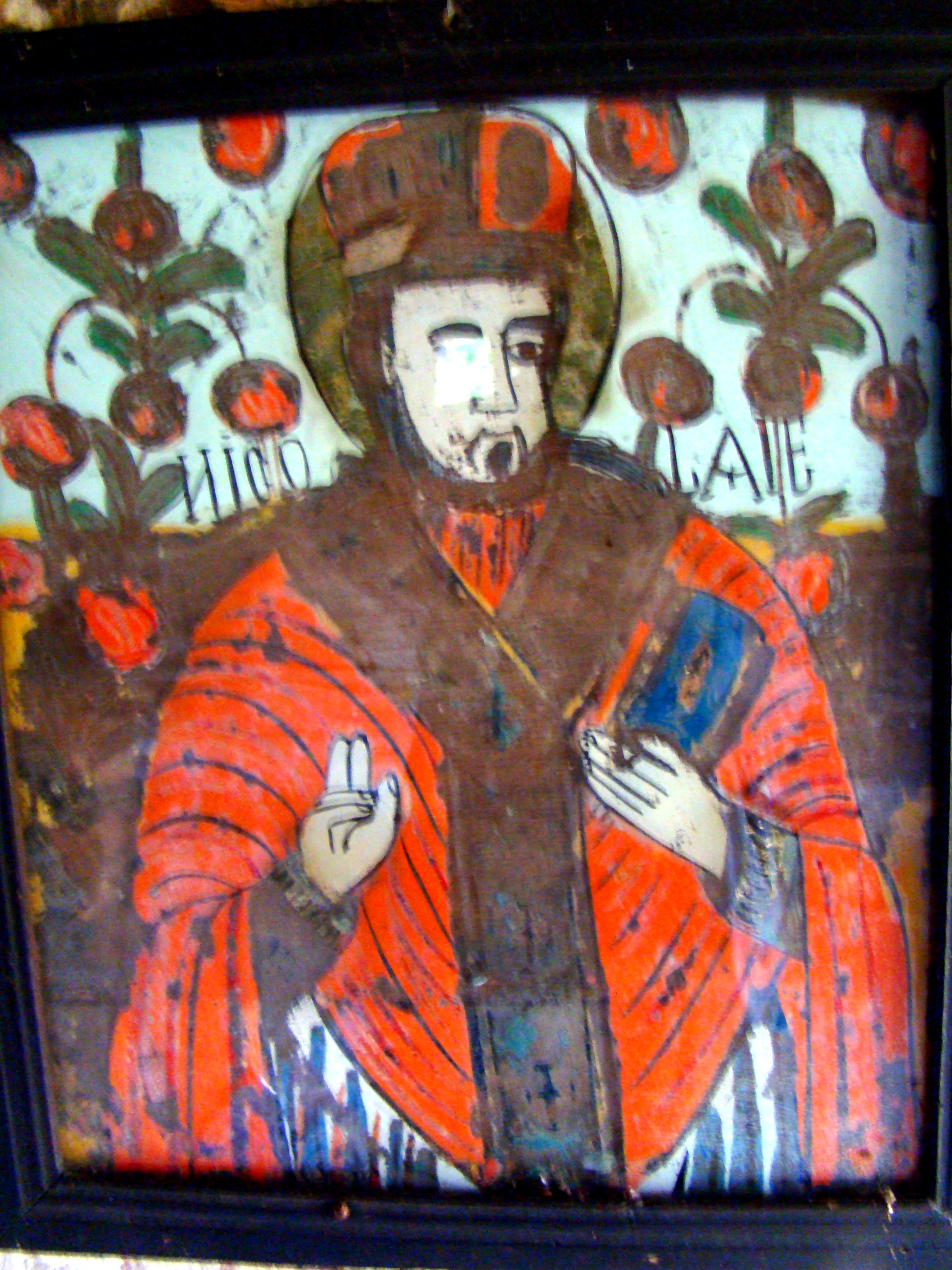
Icoană veche pe sticlă: Sfântul Nicolae
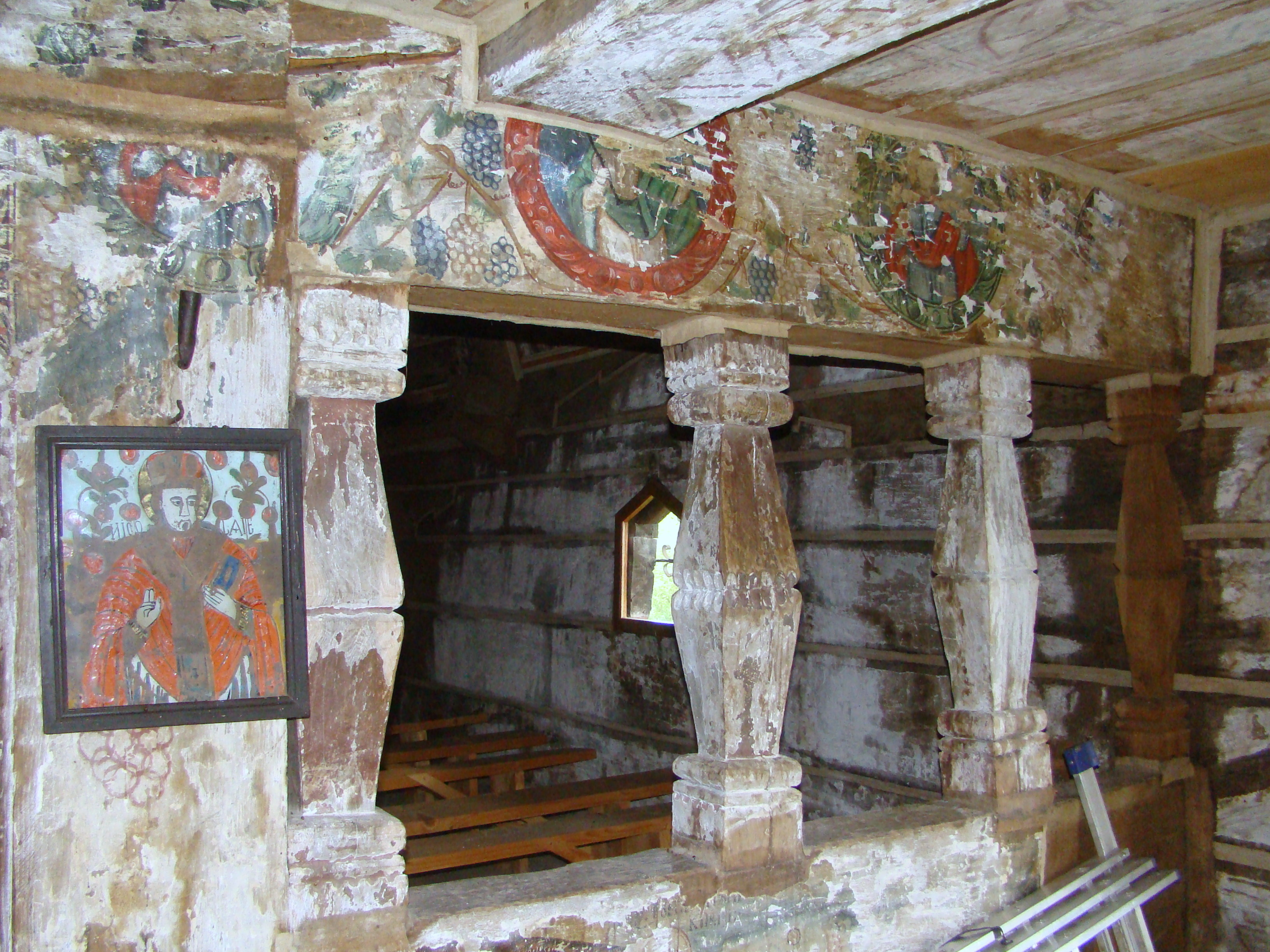
Peretele care desparte tinda femeilor de navă
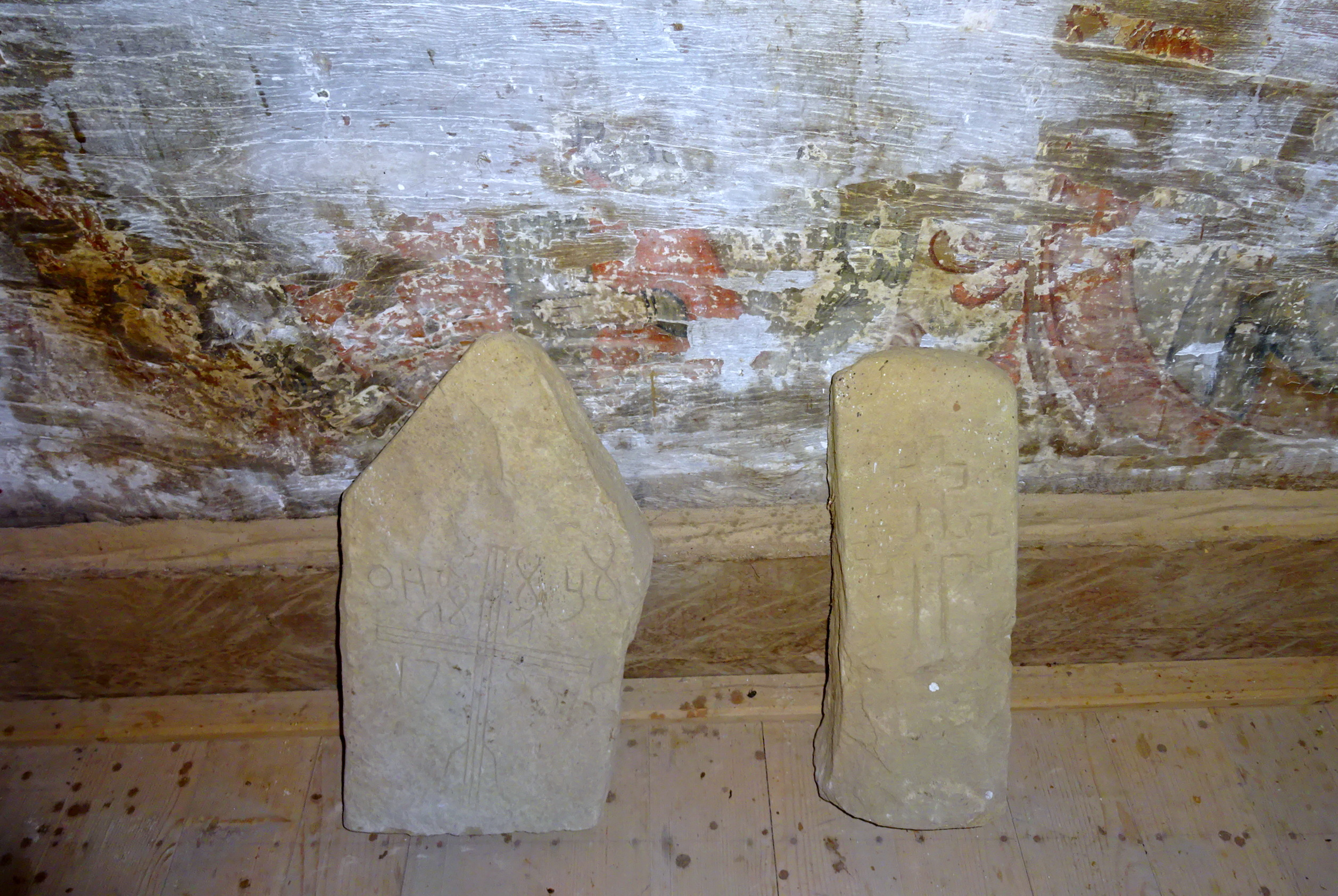
Pietre funerare vechi
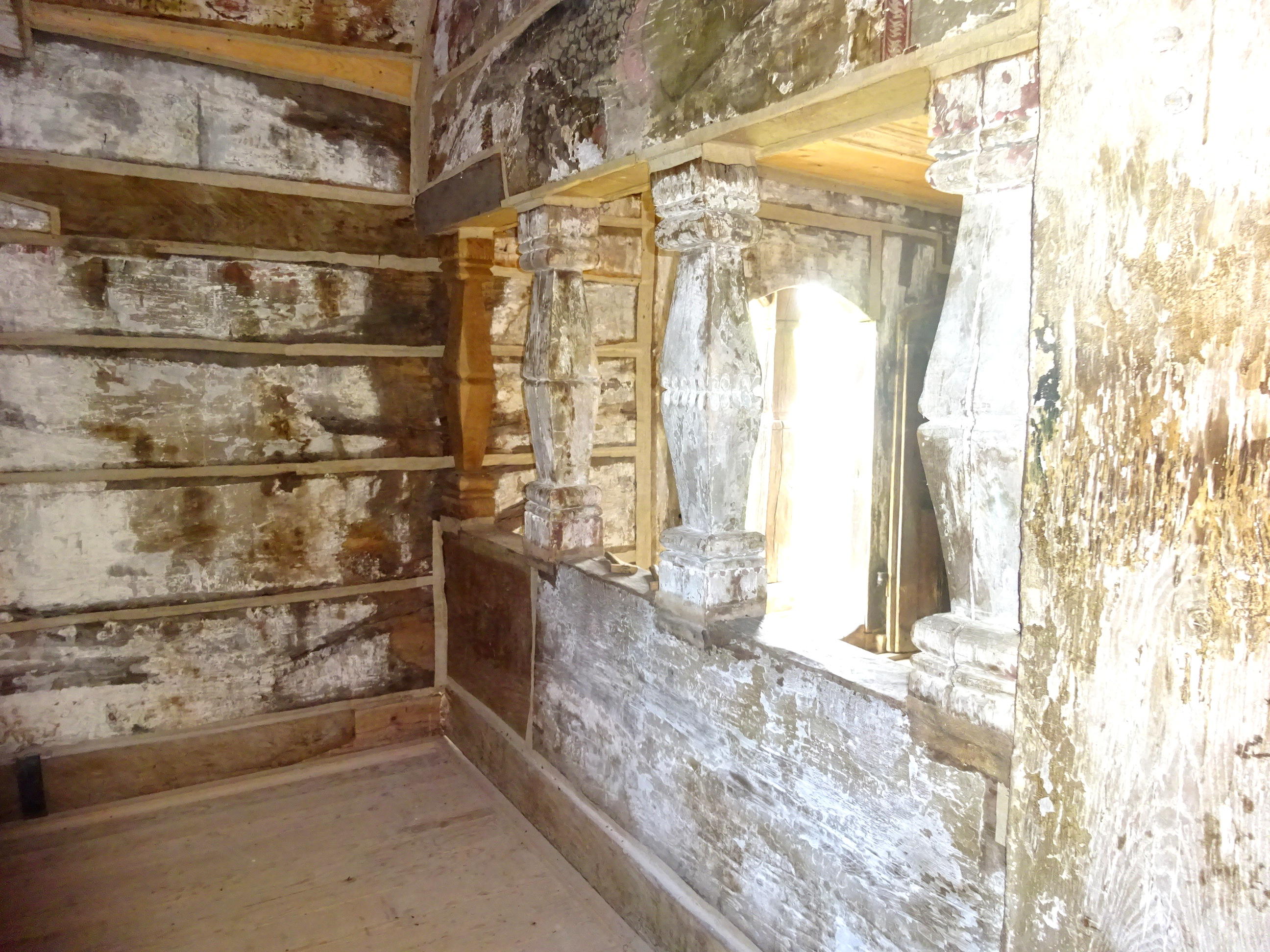
Peretele care desparte tinda femeilor de navă (vedere din naos)
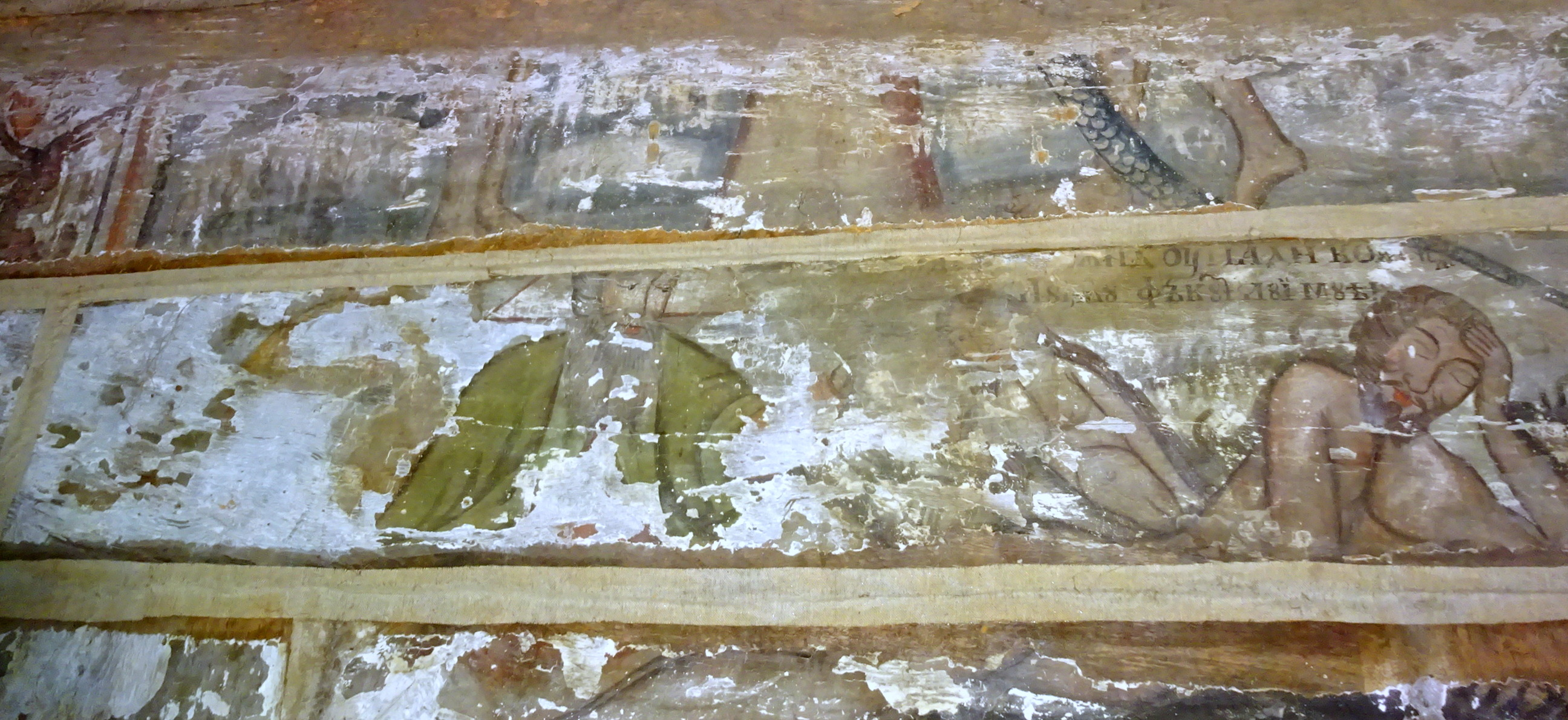
Rest de pictură parietală în naos
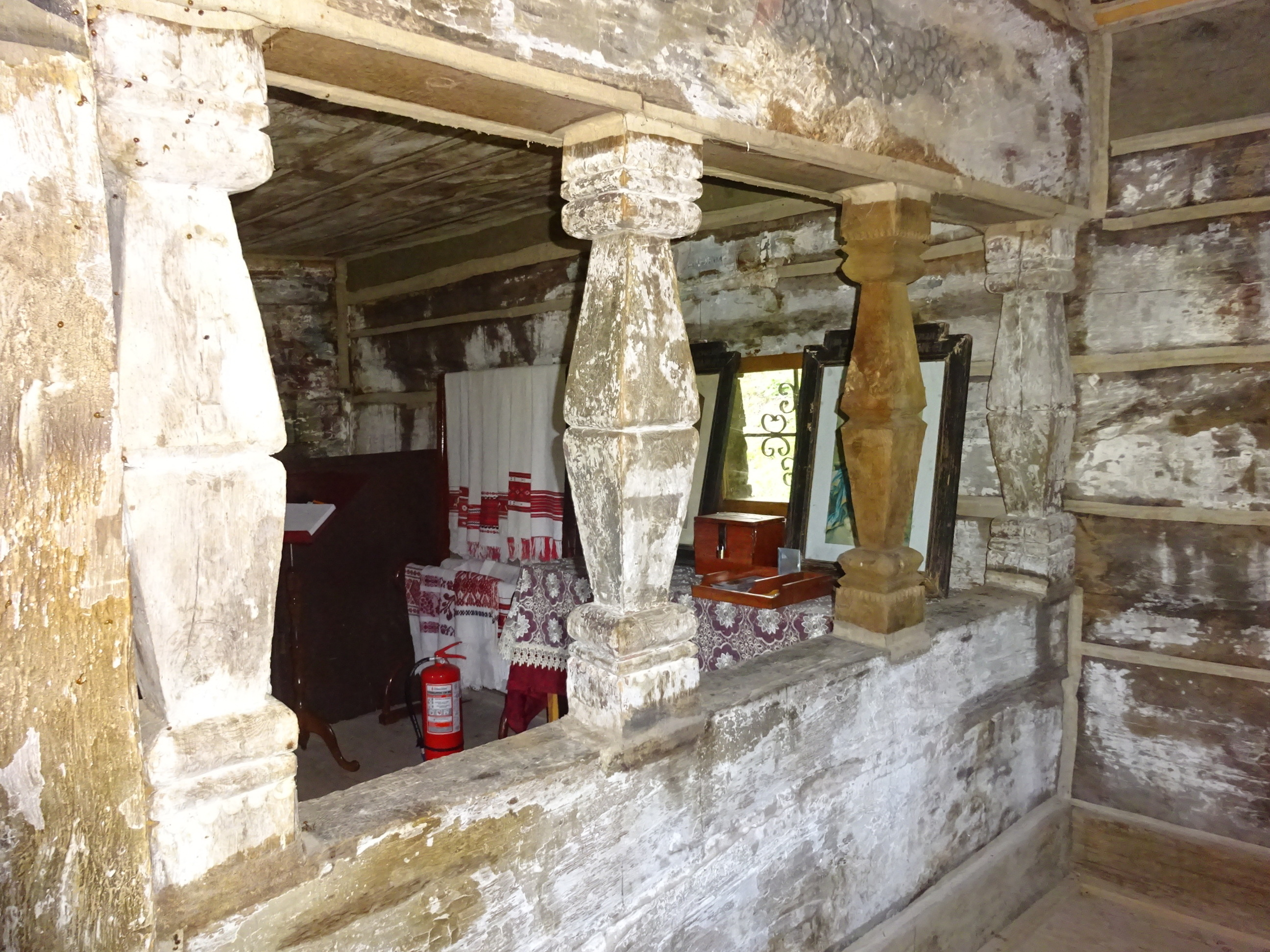
Peretele care desparte tinda femeilor de navă (vedere din naos)
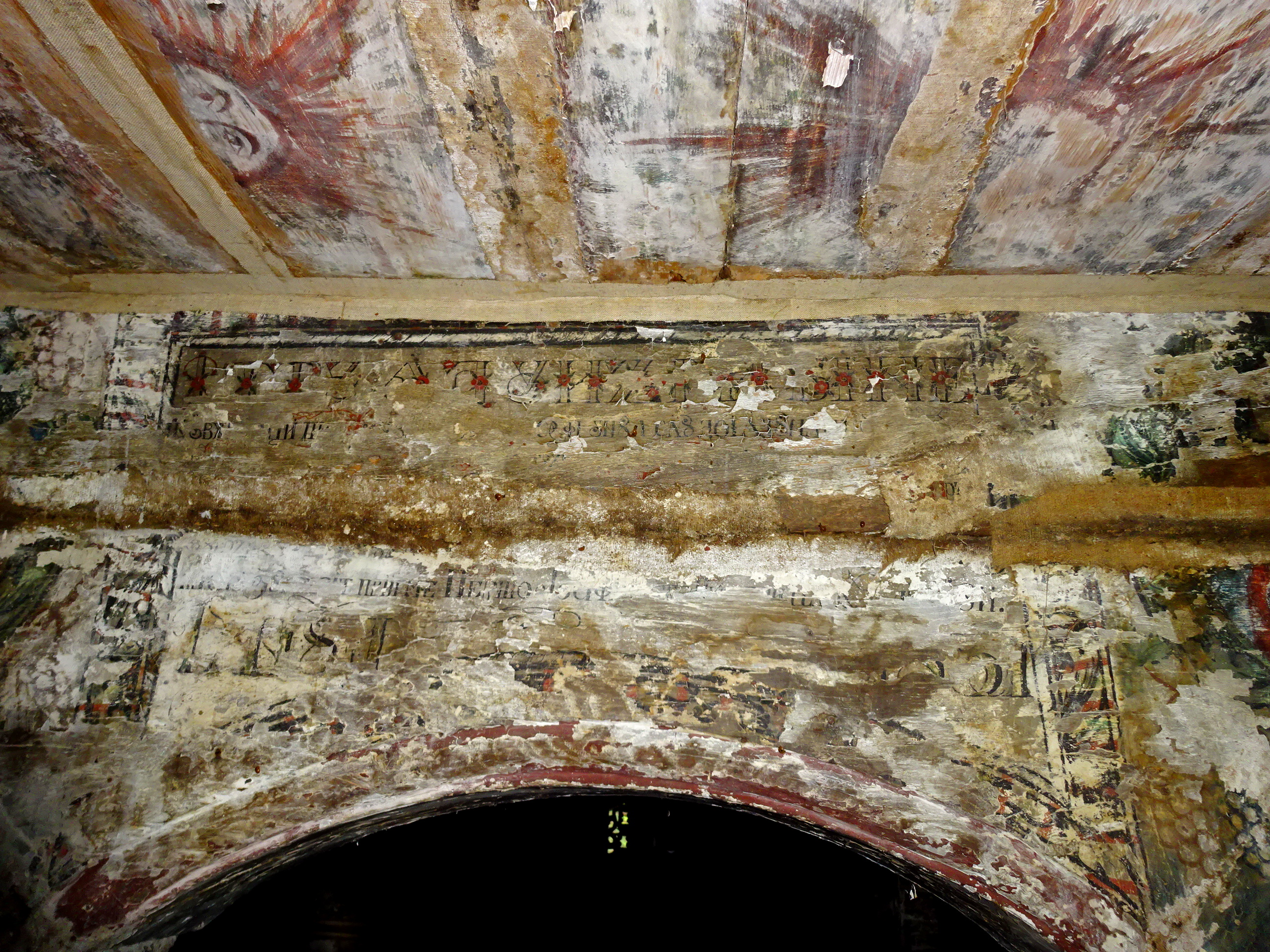
Inscripție în pronaos
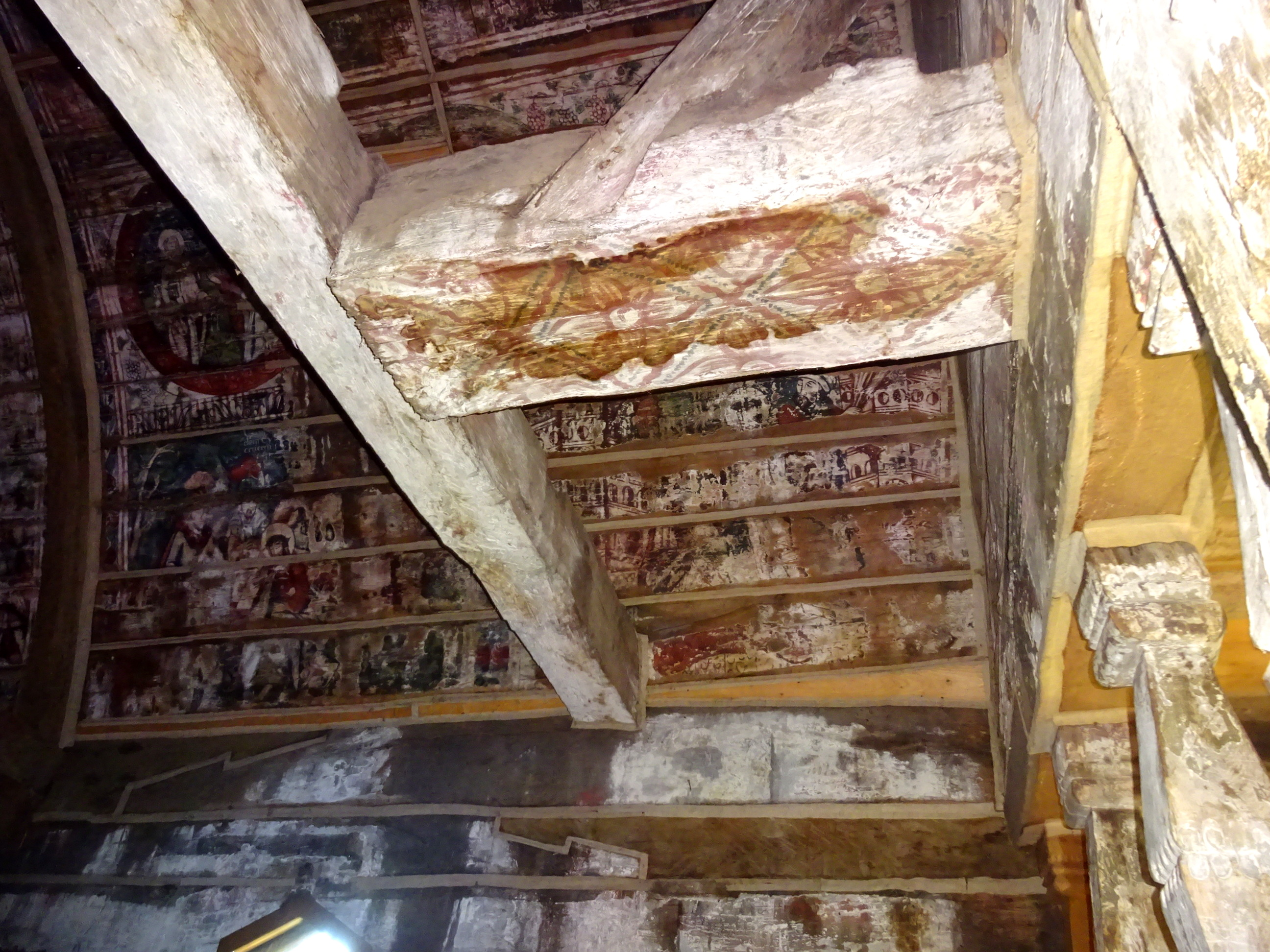
Elementele de susținere a bolții
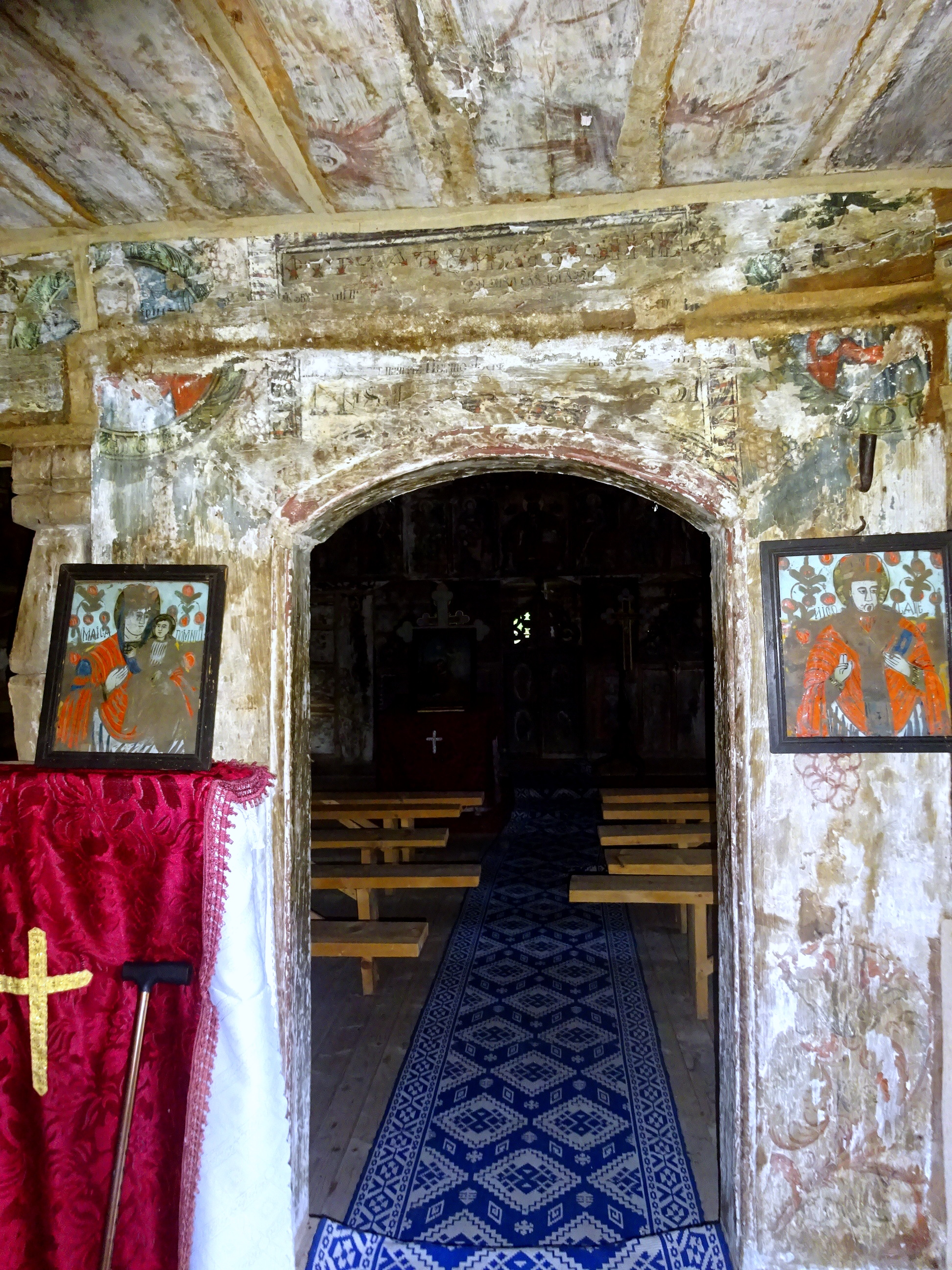
Portalul interior și inscripția
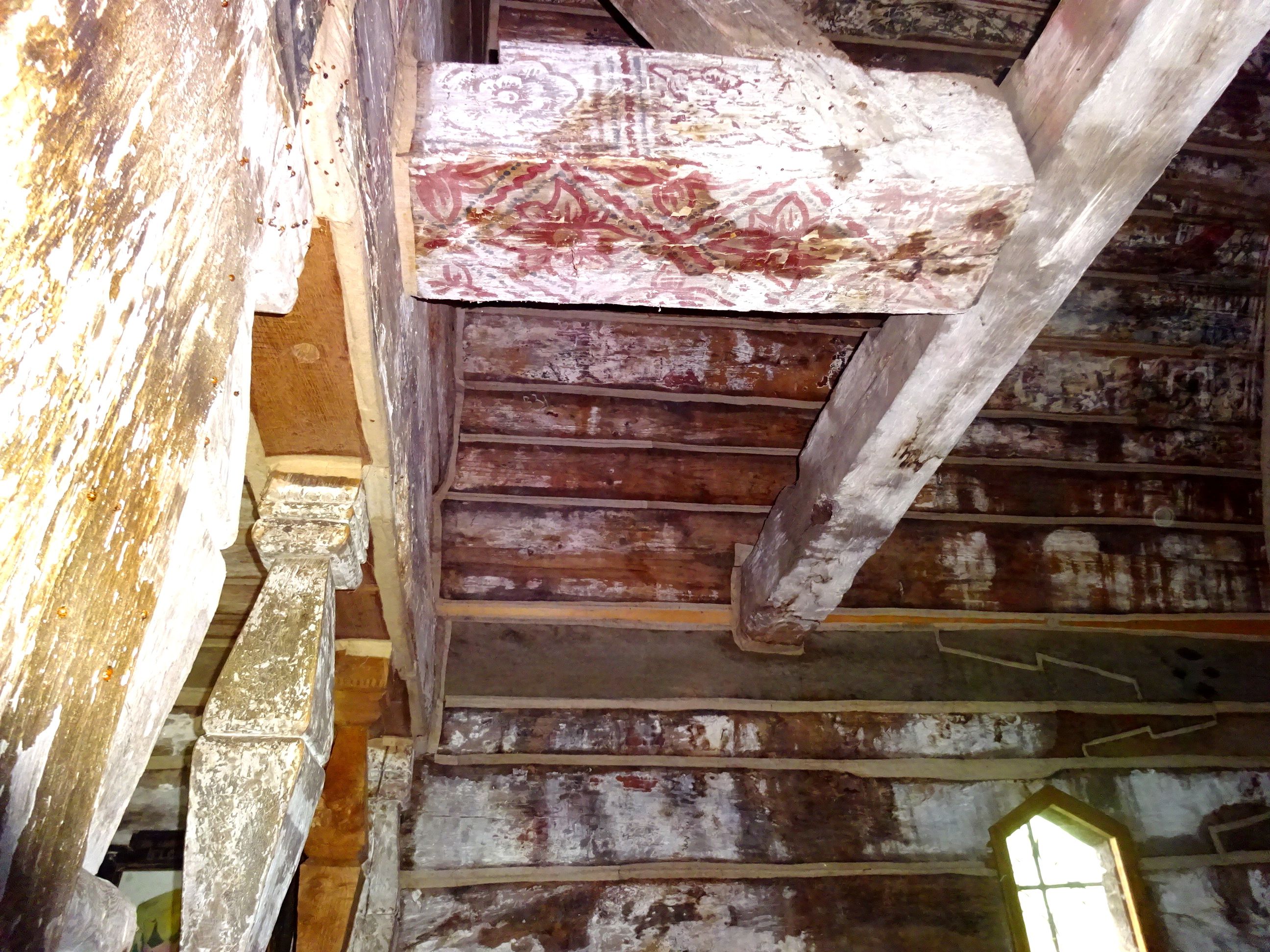
Elementele de susținere a bolții
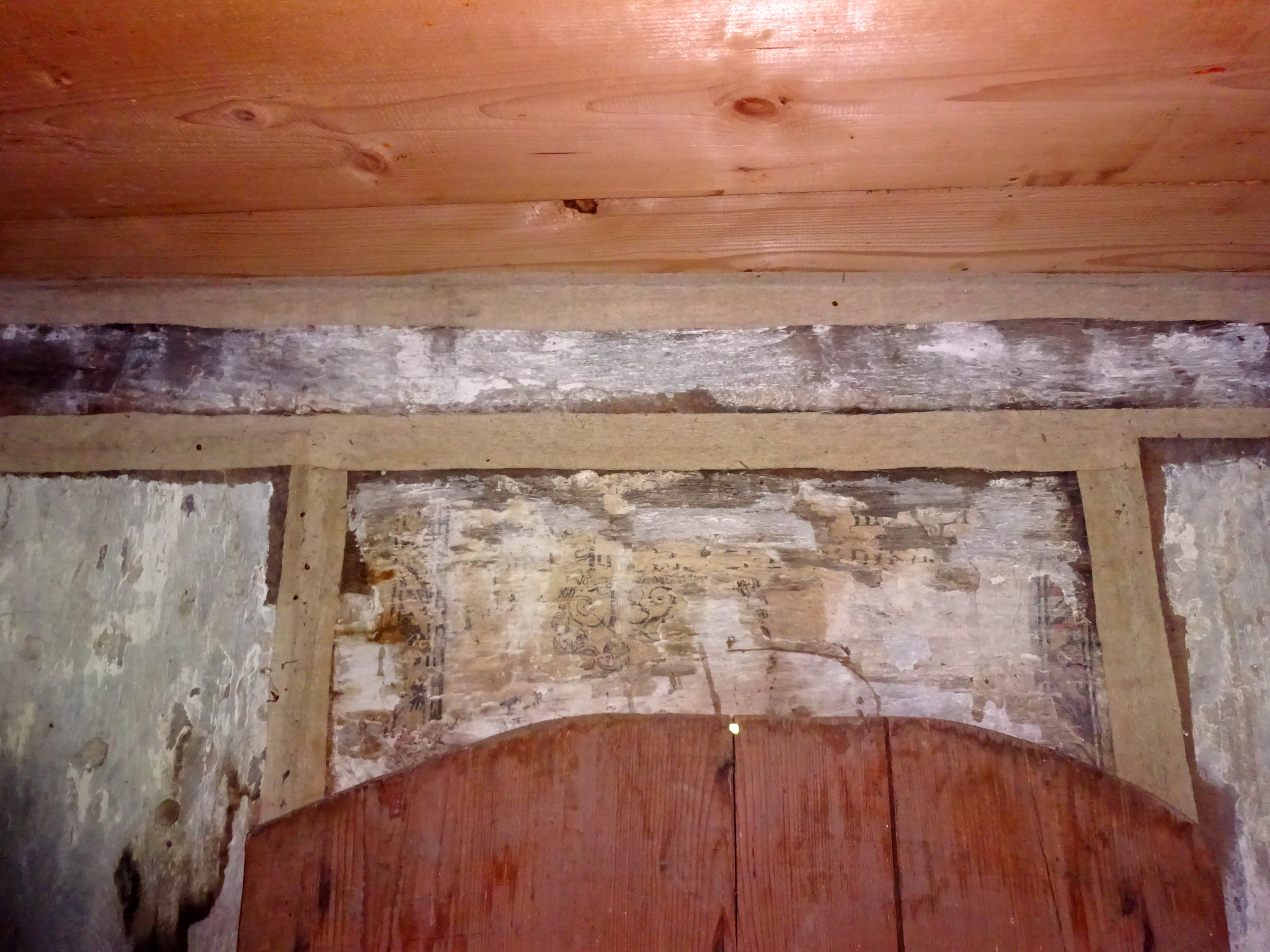
Inscripția de datare deasupra ușii (greu lizibilă)
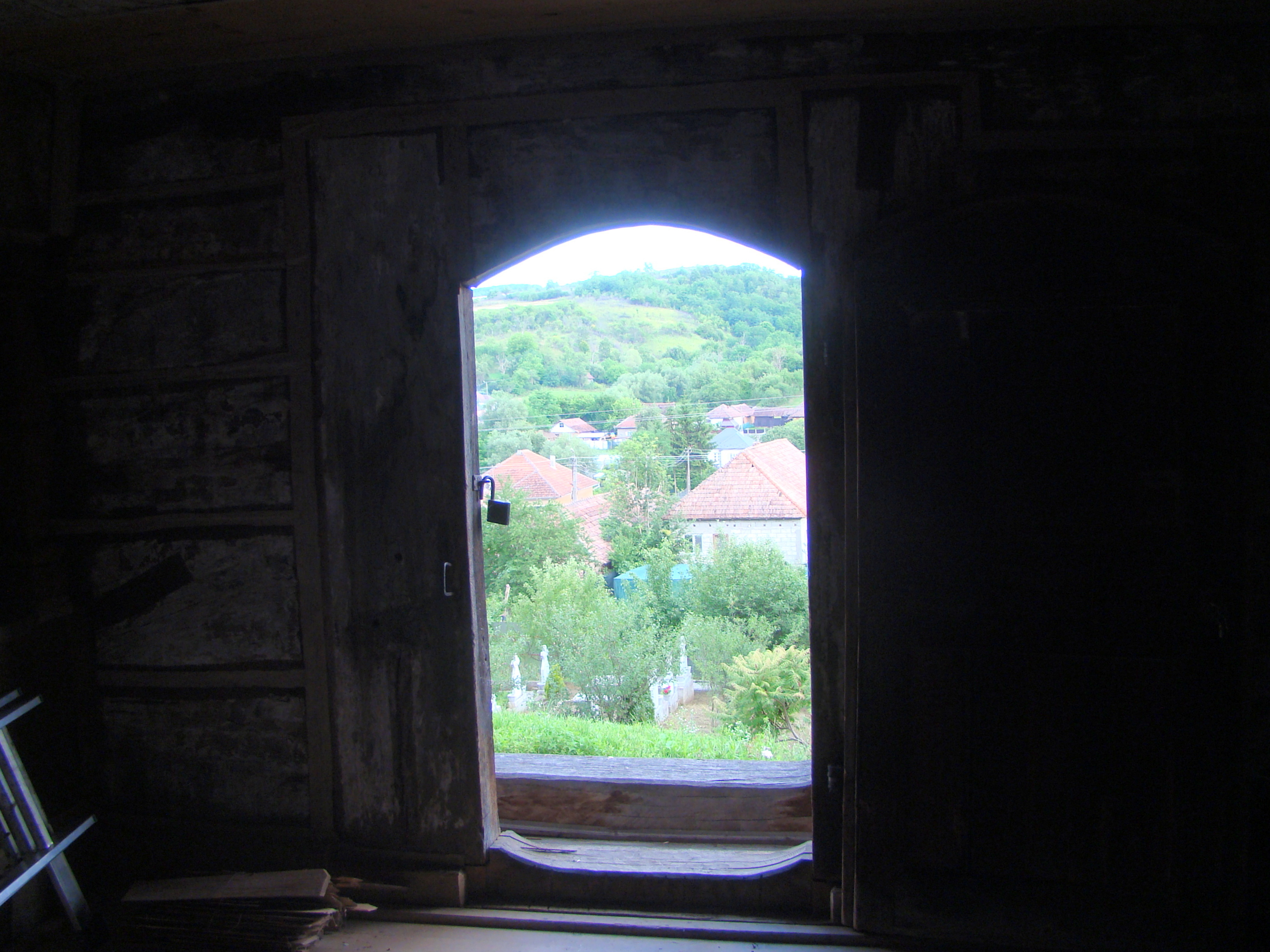
Intrarea de pe latura de sud